# Liste der diplomatischen Vertretungen in Bonn
Die Liste der diplomatischen Vertretungen in Bonn stellt dar, welche Gebäude in der Bundesstadt Bonn, die von 1949 bis 1999 Regierungssitz der Bundesrepublik Deutschland war, und ihrer Umgebung von den Botschaften und weiteren diplomatischen Vertretungen genutzt wurden bzw. werden; wie sie entstanden sind, welche Veränderungen sie erfahren haben und wie sie heute genutzt werden. Ein geringer Teil der diplomatischen Vertretungen befand sich bis zuletzt außerhalb des Stadtgebiets von Bonn im Rhein-Sieg-Kreis, in Köln und im rheinland-pfälzischen Landkreis Ahrweiler.

## Kurzgeschichte
Am 15. Dezember 1949 wurden zunächst elf ausländische Missionen für die Bundesrepublik Deutschland bei der Alliierten Hohen Kommission akkreditiert. Die Anzahl der Botschaften bzw. ursprünglichen Gesandtschaften auf dem heutigen Stadtgebiet von Bonn erhöhte sich von 20 im Jahre 1951 (damaliger Schwerpunkt der Residenzen in Köln-Marienburg) über 105 im Jahre 1974 auf 119 Mitte der 1980er Jahre (davon 88 mit Kanzlei in Bad Godesberg). Dabei entstanden etwa 30 eigens errichtete Botschaftsgebäude – ein als solches zu errichtendes „Botschaftsviertel“, von dem aber nur die syrische Botschaft realisiert wurde, war Ende der 1980er Jahre im Ortsteil Hochkreuz geplant. Zuletzt waren im Großraum Bonn 10.000 Diplomaten in rund 150 diplomatischen Vertretungen beschäftigt. Nach der Verlegung des Regierungssitzes nach Berlin wurden einige Botschaften, zum Teil vorläufig und zum Teil dauerhaft, in (General-)Konsulate und Botschaftsaußenstellen umgewandelt oder verblieben aus anderen Gründen im Besitz des jeweiligen Staates.
Diplomatische Vertretungen nach Staaten geordnet

A | B | C | D | E | F | G | H | I | J | K | L | M | N | O | P | R | S | T | U | V | Z
| Staat                                                                      | Art                                                           | Bild           | Ort(steil)                                    | Adresse                                                        | Bauzeit                                | Baubeschreibung, Anmerkungen | Nutzungszeitraum                  | aktuelle Nutzung                                                                                    |
| -------------------------------------------------------------------------- | ------------------------------------------------------------- | -------------- | --------------------------------------------- | -------------------------------------------------------------- | -------------------------------------- | --- | --------------------------------- | --------------------------------------------------------------------------------------------------- |
| Afghanistan                                                                | Botschaft                                                     | weitere Bilder | Ückesdorf                                     | Liebfrauenweg 1a LageLSK                                       |                                        | 2001 zur Nordallianz gehörig; Botschaft vorher (Stand 1966) am Kiefernweg 15 (Venusberg) | spät. 1967–1999                   | Generalkonsulat (Bezirk: 6 Länder)                                                                  |
| Ägypten                                                                    | Botschaft → Hauptartikel                                      | weitere Bilder | Rüngsdorf                                     | Kronprinzenstraße 2 Lage                                       | 1911/1912                              | Villa; Wiederaufnahme diplomatischer Beziehungen im Juni 1972 | 1961–1999                         | Denkmalschutz                                                                                       |
| Ägypten                                                                    | Residenz → Hauptartikel                                       | weitere Bilder | Gronau                                        | Kurt-Schumacher-Straße 10 LageLSK                              | 1922–1923                              | Villa; von September 1949 bis Mai 1950 Sitz des Bundespresseamts; 2001 Verkauf, anschließend aufwändige Sanierung | 1961–1999                         | Max-Planck-Institut zur Erforschung von Gemeinschaftsgütern; Denkmalschutz                          |
| Albanien                                                                   | Botschaft, Residenz                                           | weitere Bilder | Godesberg-Villenviertel                       | Dürenstraße 35/37 LageLSK                                      |                                        | Doppelhaus; Residenz und Wohnung ab 1. Obergeschoss; zugleich Konsulat | 1988–ca. 1999                     | Kommission für Archäologie Außereuropäischer Kulturen (seit 2008)                                   |
| Algerien                                                                   | Botschaft → Hauptartikel                                      | weitere Bilder | Godesberg-Villenviertel                       | Rheinallee 32/34 Lage                                          | 1909–1910 (Nr. 34); 1910–1911 (Nr. 32) | zwei Villen, durch Anbau miteinander verbunden; bis Ende 2013 Generalkonsulat (Bezirk: 10 Länder) | 1963–1999                         | Eigentum Algerien, Leerstand (2017); Denkmalschutz                                                  |
| Algerien                                                                   | Residenz                                                      | weitere Bilder | Mehlem                                        | Viktor-Schnitzler-Straße 13 LageLSK                            |                                        | noch bis Ende 2013 durch Generalkonsulat genutzt | 1964–2000                         | Eigentum Algerien, Leerstand (Stand 2017)                                                           |
| Angola                                                                     | Botschaft                                                     | weitere Bilder | Bonn-Castell                                  | Kaiser-Karl-Ring 20c LageLSK                                   |                                        | seit 1979 diplomatische Beziehungen; selber Gebäukomplex wie Botschaft von Brunei Darussalam | 1979–2001                         | LVR-Klinik Bonn                                                                                     |
| Angola                                                                     | Residenz                                                      | BW             | Gronau                                        | Heinrich-Lübke-Straße 19 LageLSK                               |                                        | Wohnfläche von 550 m²; vorher (Stand 1980) Sitz der Informationszentrale der Elektrizitätswirtschaft | –2001                             | seit 2005 „Leo-Lionni-Haus“ (Kinder- und Jugendwohngruppen)                                         |
| Argentinien                                                                | Botschaft                                                     | BW             | Südstadt                                      | Adenauerallee 50/52 Lage                                       |                                        | ab spätestens 2001 Außenstelle; ursprünglich (Stand Juli 1952) in Köln (Hohenzollernring 2–10) | spät. 1965–mind. 2001             | |
| Argentinien                                                                | Residenz                                                      | weitere Bilder | Venusberg                                     | Robert-Koch-Straße 104 LageLSK                                 |                                        | | 1981–ca. 2000                     | seit 2004 Konsulat (Bezirk: NRW, RP, SL), Wohnhaus des Konsuls; zeitweise mit Arresthypothek belegt |
| Argentinien                                                                | Residenz                                                      | BW             | Schweinheim                                   | Am Stadtwald 17 LageLSK                                        |                                        | | spät. 1962–1979                   | |
| Argentinien                                                                | Residenz                                                      |                | Stadt Bornheim Ortsteil Uedorf                | Rheinuferweg 17                                                |                                        | | spät. 1953–mind. 1955             | |
| Armenien                                                                   | Botschaft                                                     |                | Godesberg-Villenviertel                       | Viktoriastraße 15 LageLSK                                      | 1899                                   | Halbvilla | spät. 1995–mind. 1997             | Denkmalschutz                                                                                       |
| Aserbaidschan                                                              | Botschaft                                                     | BW             | Mehlem                                        | Schlossallee 12 LageLSK                                        |                                        | diplomatische Beziehungen ab 1992 | spät. 1995–2000                   | |
| Äthiopien                                                                  | Botschaft                                                     |                | Gronau                                        | Brentanostraße 1 Lage                                          | 1965                                   | im „Johanniterviertel“; angemietet ab 1. Juli 1965; vorher in Bonn-Castell, Kaiser-Karl-Ring 15 (ab 1954) | 1965–ca. 1999                     | |
| Äthiopien                                                                  | Residenz                                                      | BW             | Stadt Bornheim Ortsteil Roisdorf              | Bonner Straße 6 LageLSK                                        |                                        | vom Bund für Äthiopien angekauft und bereitgestellt | 1954 –1975                        | |
| Äthiopien                                                                  | Residenz                                                      |                | Schweinheim                                   | Im Hohn 31 Lage                                                |                                        | im August 1975 vom Bund Äthiopien zur Verfügung gestellt; Verkauf durch die Bundesanstalt für Immobilienaufgaben nach Ende 2005, 2011 Abbruch | 1975–ca. 1999                     | –                                                                                                   |
| Australien                                                                 | Botschaft → Hauptartikel                                      | weitere Bilder | Friesdorf                                     | Godesberger Allee 105–107 LageLSK                              | 1988–1989                              | Eröffnung des Botschaftsneubaus im Januar 1990; Anfänge als Militärmission ab 1950 in Bonn, ab 1952 Botschaft; mehrfache Standortwechsel | 1990–1999                         | Handwerkskammer zu Köln                                                                             |
| Australien                                                                 | Residenz                                                      |                | Rüngsdorf                                     | Basteistraße 30 LageLSK                                        |                                        | direkt oberhalb des Rheinufers; Eigentum des Staates, vormals im Besitz der Familie Underberg; nach 1999 abgebrochen | spät. 1964–1999                   | –                                                                                                   |
| Bahrain                                                                    | Botschaft                                                     |                | Godesberg-Villenviertel                       | Plittersdorfer Straße 91 LageLSK                               | 1909                                   | Villa | 1994–2001                         | Denkmalschutz                                                                                       |
| Bangladesch                                                                | Botschaft                                                     |                | Alt-Godesberg                                 | Bonner Straße 48 Lage                                          |                                        | Aufnahme diplomatischer Beziehungen nach Erlangen der Selbstständigkeit 1972 | 1976/77–1999                      | |
| Bangladesch                                                                | Residenz                                                      |                | Mehlem                                        | Rodderbergstraße 89 LageLSK                                    |                                        | Mietobjekt | spät. 1992–1999                   | |
| Bangladesch                                                                | Residenz                                                      |                | Godesberg-Villenviertel                       | Viktoriastraße 28 LageLSK                                      |                                        | | 1976/77–1978/79                   | Denkmalschutz                                                                                       |
| Bangladesch                                                                | Residenz → Hauptartikel                                       | weitere Bilder | Stadt Königswinter                            | Am Lessing 6 Lage                                              | um 1900                                | freistehende Villa mit Erkerturm und Schmuckformen der Neorenaissance; später Botschaft von Laos | 1972–1976/77                      | Denkmalschutz                                                                                       |
| Belarus                                                                    | Botschaft                                                     |                | Gronau                                        | Fritz-Schäffer-Straße 20 Lage                                  |                                        | bis 1999 Hauptstelle der Botschaft, anschließend Außenstelle; 2014/15 Abbruch | ?–2014                            | –                                                                                                   |
| Belarus                                                                    | Residenz                                                      | BW             | Pennenfeld                                    | Albertus-Magnus-Straße 56 LageLSK                              |                                        | | spät. 1993–1999                   | |
| Belgien                                                                    | Botschaft → Hauptartikel                                      | weitere Bilder | Gronau                                        | Kaiser-Friedrich-Straße 7 Lage                                 | 1971                                   | viergeschossiger Stahlbetonskelettbau mit vorgehängten Natursteinplatten (Entwurf: André und Jean Polak; heute „Josef-Biber-Haus“); Vertretung ab 1949/50 in Bonn (Kaiser-Friedrich-Straße 22), ab 1951 Botschaft | 1971/72–1999                      | Verbandssitz                                                                                        |
| Belgien                                                                    | Residenz → Hauptartikel                                       | weitere Bilder | Muffendorf                                    | Muffendorfer Hauptstraße Lage                                  | Mitte 18. Jh.                          | seit 1254 Deutscher Orden | 1953–1999                         | Wohnnutzung                                                                                         |
| Benin (bis 1975 Dahomey)                                                   | Botschaft, Residenz → Hauptartikel                            | weitere Bilder | Mehlem                                        | Rüdigerstraße 10 LageLSK                                       | 1896–1897                              | bis 1976/77 Residenz, anschließend Kanzlei; vorher Residenz von Kamerun | 1973–ca. 2005                     | |
| Benin                                                                      | Residenz                                                      |                | Mehlem                                        | Rüdigerstraße 6 LageLSK                                        | um 1975                                | nach 2005 Abbruch | 1976/77–ca. 2005                  | –                                                                                                   |
| Benin (bis 1975 Dahomey)                                                   | Botschaft                                                     |                | Godesberg-Villenviertel                       | Viktoriastraße 7 LageLSK                                       | um 1975                                | | 1971/72–1976/77                   | Denkmalschutz                                                                                       |
| Bolivien                                                                   | Botschaft                                                     |                | Rüngsdorf                                     | Konstantinstraße 16 LageLSK                                    |                                        | in einem Gebäude mit Poststelle von Rüngsdorf; Umzug nach Berlin im Dezember 1999 | 1976/77–1999                      | |
| Bolivien                                                                   | Botschaft                                                     |                | Südstadt                                      | Venusbergweg 50 LageLSK                                        | 1887                                   | | spät. 1967 –1976/77               | Denkmalschutz                                                                                       |
| Bolivien                                                                   | Residenz                                                      |                | Rheinbreitbach                                | Simrockstraße 8 LageLSK                                        | 1936                                   | „Haus Schauinsland“; 2011 umfassend umgestaltet | spät. 1953–mind. 1954             | |
| Bosnien und Herzegowina                                                    | Botschaft                                                     |                | Alt-Godesberg                                 | Sankt-Augustinus-Straße 16 Lage                                |                                        | |                                   | |
| Brasilien                                                                  | Botschaft                                                     |                | Plittersdorf                                  | Kennedyallee 74 LageLSK                                        | um 1970                                | Architekt des Neubaus: Dirk Denninger; Botschaft vorher in Friesdorf, Dreizehnmorgenweg 10; Konsular- und Handelsabteilung bis August 2000 in Köln, Quartermarkt 5 | um 1977–2000                      | |
| Brasilien                                                                  | Residenz → Hauptartikel                                       |                | Stadt Köln Stadtteil Marienburg               | Parkstraße 20 Lage                                             | 1924–1925                              | Villa | 1950–2000                         | Denkmalschutz                                                                                       |
| Brunei Darussalam                                                          | Botschaft                                                     |                | Bonn-Castell                                  | Kaiser-Karl-Ring 18 LageLSK                                    |                                        | selber Gebäudekomplex wie Botschaft von Angola | 1991–ca. 1999                     | lokaler DRK-Verein (seit 2000)                                                                      |
| Brunei Darussalam                                                          | Residenz                                                      |                | Gronau                                        | Achim-von-Arnim-Straße 32 LageLSK                              |                                        | im „Johanniterviertel“; Mietobjekt | 1991–ca. 1999                     | |
| Bulgarien                                                                  | Botschaft → Hauptartikel                                      | weitere Bilder | Plittersdorf                                  | Auf der Hostert 6 Lage                                         | 1974–1975                              | Kanzlei und Handelsvertretung, nebenstehend fünf Häuser mit 30 Wohnungen für Botschaftsangestellte; 1974 Erwerb des Grundstücks; nach 1999 Außenstelle, Schließung bis Juli 2012; 2014 Abbruch | 1975/76–2012                      | –                                                                                                   |
| Bulgarien                                                                  | Botschaft → Hauptartikel                                      |                | Dottendorf                                    | Mönkemöllerstraße 37 LageLSK                                   | 1904                                   | „Villa Mönkemöller“ | 1973–spät. 1979                   | Wohnnutzung; Denkmalschutz                                                                          |
| Bulgarien                                                                  | Residenz → Hauptartikel                                       | weitere Bilder | Godesberg-Villenviertel                       | Am Arndtplatz 8 LageLSK                                        | 1927/1928                              | Villa; nach 1999 durch Außenstellen-Leiter genutzt; 2013–15 Kernsanierung | 1980–1999                         | Wohnnutzung                                                                                         |
| Bulgarien                                                                  | Residenz                                                      |                | Muffendorf                                    | Klosterbergstraße 56                                           |                                        | | 1973–1980                         | |
| Burkina Faso (ehem. Obervolta)                                             | Botschaft                                                     |                | Rüngsdorf                                     | Wendelstadtallee 18 Lage                                       |                                        | mit Aufnahme diplomatischer Beziehungen eingerichtet, Umzug nach Berlin Ende 2000 | 1962–2000                         | |
| Burkina Faso (ehem. Obervolta)                                             | Residenz                                                      |                | Schweinheim                                   | Winterstraße 37 LageLSK                                        |                                        | | spät. 1964–2000                   | |
| Burkina Faso (ehem. Obervolta)                                             | Residenz                                                      |                | Stadt Remagen Ortsteil Oberwinter             | Rheinhöhenweg 62 LageLSK                                       |                                        | | 1972–mind. 1974                   | |
| Burundi                                                                    | Botschaft                                                     |                | Mehlem                                        | Mainzer Straße 174 LageLSK                                     |                                        | Umzug nach Berlin im August 2002 | spät. 1997–2002                   | |
| Burundi                                                                    | Botschaft                                                     |                | Gemeinde Wachtberg Ortsteil Niederbachem      | Drosselweg 2 Lage                                              |                                        | | spät. 1965–mind. 1995             | |
| Burundi                                                                    | Residenz                                                      |                | Alt-Godesberg                                 | Von-der-Heydt-Straße 5 LageLSK                                 |                                        | | 1986/87–mind. 1995                | |
| Burundi                                                                    | Residenz                                                      |                | Godesberg-Villenviertel                       | Viktoriastraße 35 LageLSK                                      |                                        | auch Eigentum des Landes | 1974–1986/87                      | Denkmalschutz                                                                                       |
| Chile                                                                      | Botschaft → Hauptartikel                                      | weitere Bilder | Godesberg-Villenviertel                       | Kronprinzenstraße 20 LageLSK                                   | 1910/1911                              | Villa; vorher ab 1951 an unterschiedlichen Standorten, zunächst Friedensplatz 1 (Bonn-Zentrum); bis mind. 2002 Außenstelle in Godesberg-Villenviertel (Habsburger Straße 2) | 1971–2000                         | Geschäftshaus; Denkmalschutz                                                                        |
| Chile                                                                      | Residenz                                                      |                | Rüngsdorf                                     | Rheinstraße 42 Lage                                            |                                        | | spät. 1966–2000                   | |
| VR China                                                                   | Botschaft, Residenz → Hauptartikel                            | weitere Bilder | Alt-Godesberg                                 | Kurfürstenallee 12 LageLSK                                     | 1849, 1982–1984                        | drei Neubauten mit Pagodendächern um das Schloss Rigal (Residenz) von 1849; ein Hektar großes Parkgelände; Import von Baumaterialien und -arbeitern aus China; nach 1999 Außenstelle | 1984–2005, seit 2015              | Außenstelle Bonn                                                                                    |
| VR China                                                                   | Botschaft                                                     | weitere Bilder | Gemeinde Wachtberg Ortsteil Niederbachem      | Konrad-Adenauer-Straße 104 LageLSK                             | ?                                      | ab Februar 1973, erste Botschaft der VR China in der BRD; (ehemaliges) Hotelgebäude | 1973–1984                         | Wohnnutzung                                                                                         |
| Costa Rica                                                                 | Botschaft → Hauptartikel                                      |                | Gronau                                        | Langenbachstraße 19 Lage                                       | 1959–1961                              | „Atelier- und Wohnhaus Raderschall“, Architekt: Ernst van Dorp; diplomatische Beziehungen ab 1953 | spät. 1997–2000                   | |
| Costa Rica                                                                 | Botschaft                                                     | BW             | Brüser Berg                                   | Borsigallee 2 LageLSK                                          |                                        | | spät. 1986 –mind. 1995            | |
| Dänemark                                                                   | Botschaft                                                     |                | Bonn-Castell                                  | Pfälzer Straße 14 Lage                                         |                                        | | 1967–1999                         | Sitz der Fa. Phoenix Reisen                                                                         |
| Dänemark                                                                   | Botschaft                                                     |                | Südstadt                                      | Poppelsdorfer Allee 45 Lage                                    | um 1869/1870, 1913/1914                | Villa (Architekt: Karl Thoma) | spät. 1958–1967                   | Hausdorff Research Institute for Mathematics; Denkmalschutz                                         |
| Dänemark                                                                   | Residenz → Hauptartikel                                       | weitere Bilder | Bonn-Castell                                  | Am Schänzchen 12 Lage                                          | 1898                                   | | spät. 1968–1999                   | |
| Dänemark                                                                   | Residenz                                                      |                | Stadt Köln Stadtteil Marienburg               | Lindenallee 2                                                  | 1932                                   | Villa, um 1972 Abbruch | 1949/50–mind. 1967                | –                                                                                                   |
| Deutsche Demokratische Republik                                            | Ständige Vertretung                                           | weitere Bilder | Plittersdorf                                  | Godesberger Allee 18 LageLSK                                   | 1973                                   | viergeschossiger Stahlbetonbau; nach 1990 Sitz der Landesvertretungen von Sachsen (bis 1999) und Mecklenburg-Vorpommern (bis 2000); 1991–1994 Umbau | 1974–1990                         | Deutsche Gesellschaft für Ernährung                                                                 |
| Deutsche Demokratische Republik                                            | Residenz → Hauptartikel                                       |                | Stadt Bornheim Ortsteil Hersel                | Rheinstraße 232 Lage                                           | 1962                                   | „Villa Schmidbauer“; später Residenz der Philippinen, 2000 für Neubau Abbruch | 1974–1990                         | –                                                                                                   |
| Dominikanische Republik                                                    | Botschaft                                                     | BW             | Alt-Godesberg                                 | Burgstraße 87 Lage                                             |                                        | diplomatische Beziehungen ab 1952; anfänglicher Standort (1952/53): Stirzenhofstraße 21, Plittersdorf | spät. 1983 –2000                  | |
| Dominikanische Republik                                                    | Botschaft                                                     |                | Südstadt                                      | Königstraße 64 Lage                                            | 1893                                   | | 1980–mind. 1981                   | Denkmalschutz                                                                                       |
| Dominikanische Republik                                                    | Botschaft                                                     | BW             | Bonn-Zentrum                                  | Maximilianstraße 8 Lage                                        |                                        | | spät. 1964–1980                   | |
| Dominikanische Republik                                                    | Botschaft                                                     |                | Südstadt                                      | Poppelsdorfer Allee 43 LageLSK                                 |                                        | zugleich Botschaft von Liberia | (Stand: 1962/63)                  | Denkmalschutz                                                                                       |
| Dominikanische Republik                                                    | Residenz                                                      | BW             | Plittersdorf                                  | Wurzerstraße 141 LageLSK                                       |                                        | | 1980–mind. 1995                   | |
| Dominikanische Republik                                                    | Residenz                                                      | BW             | Endenich                                      | Am Klostergarten 3 LageLSK                                     |                                        | | 1975–1980                         | |
| Dominikanische Republik                                                    | Residenz                                                      |                | Plittersdorf                                  | Europastraße 7 LageLSK                                         | 1951                                   | HICOG-Siedlung Plittersdorf | spät. 1968–1975                   | |
| Dominikanische Republik                                                    | Residenz                                                      |                | Plittersdorf                                  | Steubenring 15 LageLSK                                         | 1951                                   | HICOG-Siedlung Plittersdorf | spät. 1963–mind. 1966             | |
| Ecuador                                                                    | Botschaft                                                     | BW             | Alt-Godesberg                                 | Koblenzer Straße 37 Lage                                       |                                        | | 1974/75–ca. 1999                  | |
| Ecuador                                                                    | Botschaft                                                     | BW             | Bonn-Zentrum                                  | Oxfordstraße 10 Lage                                           |                                        | | spät. 1965–1974/75                | |
| Ecuador                                                                    | Residenz                                                      | BW             | Gronau                                        | E.T.A.-Hoffmann-Straße 15 LageLSK                              |                                        | im „Johanniterviertel“ | spät. 1975–mind. 1995             | |
| Elfenbeinküste (Côte d’Ivoire)                                             | Botschaft                                                     | weitere Bilder | Südstadt                                      | Königstraße 93 LageLSK                                         | 1900                                   | Halbvilla, nach Umzug der Botschaft in Wohngebäude umgebaut; vorheriger Standort von Kanzlei und Residenz in Mehlem, Bachemer Straße 25 (ab 1960) | 1976/77–mind. 2004                | Wohnnutzung; Denkmalschutz                                                                          |
| Elfenbeinküste (Côte d’Ivoire)                                             | Botschaft                                                     |                | Godesberg-Villenviertel                       | Rheinallee 6 LageLSK                                           | 1895                                   | Villa; anschließend Botschaft von Kuwait | 1974–1976/77                      | Denkmalschutz                                                                                       |
| Elfenbeinküste (Côte d’Ivoire)                                             | Residenz                                                      | BW             | Rüngsdorf                                     | Fasanenstraße 16 LageLSK                                       | 1952                                   | Backsteinhaus, 1975 Ankauf durch Elfenbeinküste, 1976 Erweiterung für Nutzung als Residenz; nach 2004 auch als Botschaftskanzlei genutzt, nach Umzug der Botschaft noch als Gästehaus des Landes genutzt (Stand 2011), 2011/13 verkauft; vorher Residenz von Finnland                                                                                                 | 1976–mind. 2005                   | Wohnnutzung                                                                                         |
| Elfenbeinküste (Côte d’Ivoire)                                             | Residenz                                                      | BW             | Stadt Lohmar Ortsteil Durbusch                | Schlehecker Straße 4                                           |                                        | zeitweise zugleich mit vormaliger Villa von Sigismund von Braun (Graf-Stauffenberg-Straße 21, Kessenich) genutzt | 1969–1976                         | |
| Elfenbeinküste (Côte d’Ivoire)                                             | Residenz                                                      | BW             | Kessenich                                     | Am Buchenhang 5 LageLSK                                        |                                        | später Residenz der Tschechoslowakei | spät. 1966–1968/69                | |
| El Salvador                                                                | Botschaft                                                     | BW             | Gronau                                        | Willy-Brandt-Allee 10 Lage                                     | 1905/1906                              | vorherige Standorte: Köln, Theodor-Heuss-Ring 15 (Stand 1957/58); Sinzig, Kölner Straße 22 (Stand 1954/55); Botschaft in Bonn ab Februar 1956 | ?–2000                            | |
| El Salvador                                                                | Botschaft                                                     | BW             | Bonn-Zentrum                                  | Gangolfstraße 6 Lage LSK                                       |                                        | | 1971–mind. 1981                   | |
| El Salvador                                                                | Residenz                                                      |                | Stadt Meckenheim Ortsteil Merl                | Auf dem Steinbüchel 1 Lage LSK                                 |                                        | Wohnung in Mehrfamilienhaus | (Stand: 1987)                     | |
| El Salvador                                                                | Residenz                                                      |                | Stadt Bornheim Ortsteil Waldorf               | Straufsberg 46 Lage LSK                                        |                                        | | 1974–1978                         | |
| Eritrea                                                                    | Botschaft                                                     | BW             | Stadt Köln Stadtteil Raderberg                | Marktstraße 8 Lage                                             | 1983/1984                              | in Bürogebäude; Umzug nach Berlin im Januar 2002 | spät. 1993–2002                   | |
| Estland                                                                    | Botschaft                                                     |                | Gronau                                        | Fritz-Schäffer-Straße 22 Lage                                  | 1936                                   | Einfamilienhaus (Architekt: Willy Maß); im Oktober 1991 Eröffnung eines baltischen Informationsbüros am Bertha-von-Suttner-Platz 1–7 (Bonn-Zentrum), dort auch Botschaft bis zum Bezug des Anfang 1993 gekauften Einfamilienhauses im Juni 1993, 2001 Verkauf des Hauses, zwischen 2010 und 2013 abgebrochen                                                          | 1993–1999                         | entfällt                                                                                            |
| (Europäische Kommission)                                                   | Vertretung                                                    | weitere Bilder | Bonn-Zentrum                                  | Bertha-von-Suttner-Platz 2/4 Lage                              |                                        | bis 1999 Hauptvertretung mit politischer Abteilung | seit?                             | Regionalvertretung für Nordrhein-Westfalen, Rheinland-Pfalz, Hessen und das Saarland                |
| Finnland                                                                   | Botschaft                                                     | weitere Bilder | Alt-Godesberg                                 | Friesdorfer Straße 1 LageLSK                                   | Ende 1960er                            | nach 1999 Außenstelle; ab August 1952 Handelsvertretung in Köln (Gereonshaus), ab spät. 1968 in Bonn, Botschaft ab 1973 (zeitweise 30 Mitarbeiter) | 1971–2002                         | |
| Finnland                                                                   | Residenz                                                      |                | Rüngsdorf                                     | Fasanenstraße 22 LageLSK                                       | 1974                                   | erbaut in Formen spanischer Architektur, 2001 verkauft | 1987–1999                         | Wohnnutzung                                                                                         |
| Finnland                                                                   | Residenz                                                      |                | Plittersdorf                                  | Am Büchel 53                                                   | 1875, 1918                             | Villa des Grafen Baudissin, Architekt: Heinrich Müller-Erkelenz; vorher Mädchenpensionat und Offiziersheim, 1995 Abbruch | 1974/75–1986                      | –                                                                                                   |
| Finnland                                                                   | Residenz                                                      | BW             | Rüngsdorf                                     | Fasanenstraße 16 LageLSK                                       | 1952                                   | anschließend Residenz der Elfenbeinküste | 1971–1974/75                      | Wohnnutzung                                                                                         |
| Finnland                                                                   | Handelsvertretung: Residenz                                   |                | Stadt Köln Stadtteil Marienburg               | Robert-Heuser-Straße 16 LageLSK                                | 1911–1912                              | Halbvilla | spät. 1962–1969                   | Denkmalschutz                                                                                       |
| Frankreich                                                                 | Botschaft → Hauptartikel                                      | weitere Bilder | Rüngsdorf                                     | An der Marienkapelle 3 / Rheinstraße 52 Lage                   | 1950, 1952                             | rückwärtig vom Rheinhotel Dreesen; 1950–1955 franz. Hochkommission; 2012 Abbruch | 1955–1999                         | –                                                                                                   |
| Frankreich                                                                 | Residenz → Hauptartikel                                       | weitere Bilder | Stadt Remagen                                 | Haus Ernich, Wohnplatz Lage                                    | 1906–1908                              | 1959–2006 Eigentum Frankreichs | 1955–1999                         | privater Wohnsitz                                                                                   |
| Gabun                                                                      | Botschaft                                                     |                | Godesberg-Villenviertel                       | Kronprinzenstraße 52 LageLSK                                   | 1909                                   | Villa; diplomatische Beziehungen ab 1961, Umzug nach Berlin im Januar 2003 | 1975/76–2003                      | Denkmalschutz                                                                                       |
| Gabun                                                                      | Botschaft                                                     |                | Godesberg-Villenviertel                       | Friedrichallee 16 LageLSK                                      |                                        | Villa | spät. 1962–1975                   | Denkmalschutz                                                                                       |
| Gabun                                                                      | Residenz                                                      | BW             | Rüngsdorf                                     | Bismarckallee 7 LageLSK                                        |                                        | | 1976/77–mind. 1995                | |
| Gabun                                                                      | Residenz                                                      |                | Rüngsdorf                                     | Rolandstraße 45 LageLSK                                        | 1921                                   | freistehende Villa; später Botschaft Kroatien | spät. 1962–1976/77                | Denkmalschutz                                                                                       |
| Georgien                                                                   | Botschaft                                                     | BW             | Alt-Godesberg                                 | Am Kurpark 6 LageLSK                                           |                                        | diplomatische Beziehungen ab 1992; Umzug nach Berlin im Oktober 2000 | 1993–2000                         | |
| Ghana                                                                      | Botschaft                                                     |                | Godesberg-Villenviertel                       | Rheinallee 58 LageLSK                                          | 1896                                   | Doppelhaushälfte, Mietobjekt; Umzug nach Berlin im Dezember 2002; vorher (1960/61) in Alt-Godesberg, Kurfürstenallee 6 | 1974–2002                         | Denkmalschutz                                                                                       |
| Ghana                                                                      | Residenz                                                      |                | Limperich                                     | Drachenfelsweg 73 Lage                                         |                                        | landeseigenes Gebäude, nach 2003 verkauft und abgebrochen; vorher (1960/61) in Alt-Godesberg, Kurfürstenallee 7 | spät. 1964–2002                   | –                                                                                                   |
| Griechenland                                                               | Botschaft (Militär-, Wirtschafts- und Handelsabteilung)       | weitere Bilder | Rüngsdorf                                     | An der Marienkapelle 10–12 LageLSK                             |                                        | Kanzlei (Nr. 10) und Militärabteilung (Nr. 12), Umzug nach Berlin im August 1999; dipl. Mission 1951 noch in Berlin, ab ca. 1954 bis 1968 in Alt-Godesberg (Koblenzer Straße 73a) | spät. 1993–1999                   | Stiftung für ehemalige politische Häftlinge                                                         |
| Griechenland                                                               | Botschaft → Hauptartikel                                      | weitere Bilder | Godesberg-Villenviertel                       | Rheinallee 76 Lage LSK                                         | 1968                                   | viergeschossiger Stahlbetonskelettbau; anschließend bis 2009 Botschaft von Kamerun | 1968–1980                         | Schulgebäude einer Privatschule                                                                     |
| Griechenland                                                               | Residenz                                                      | BW             | Plittersdorf                                  | Simrockallee 32 LageLSK                                        |                                        | Verkauf an Privatperson 2008 | spät. 1952–1999                   | |
| Griechenland                                                               | Botschaft (Abteilung für Arbeits- und Sozialwesen)            | BW             | Alt-Godesberg                                 | Bonner Straße 27 Lage                                          |                                        | | ?–ca. 2008                        | |
| Vereinigtes Königreich                                                     | Botschaft → Hauptartikel                                      |                | Gronau                                        | Friedrich-Ebert-Allee 77 Lage                                  | 1952, 1954                             | 1999–2002 Außenstelle in vormaliger litauischer Botschaft in der Südstadt (Argelanderstraße 108a); 2003 für Neubau niedergelegt | 1952–1999                         | –                                                                                                   |
| Vereinigtes Königreich                                                     | Residenz → Hauptartikel                                       | weitere Bilder | Rüngsdorf                                     | Heisterbachstraße 39 Lage                                      | 1904–1905                              | „Villa Cappell“; ab 1949 zunächst Residenz des US-Hochkommissars | 1955–1999                         | Wohnnutzung; Denkmalschutz                                                                          |
| Guatemala                                                                  | Botschaft                                                     | BW             | Godesberg-Villenviertel                       | Zietenstraße 16 LageLSK                                        |                                        | diplomatische Beziehungen und Botschaft in Bonn ab 1960 | spät. 1965–2000                   | |
| Guatemala                                                                  | Residenz                                                      | BW             | Schweinheim                                   | Pecher Straße 14 LageLSK                                       |                                        | | (Stand: 1993)                     | |
| Guatemala                                                                  | Residenz                                                      | BW             | Plittersdorf                                  | Simrockallee 12 LageLSK                                        |                                        | vorher (Stand 1980) Standort der Bundesvereinigung für Gesundheitserziehung | (Stand 1992)                      | |
| Guatemala                                                                  | Residenz                                                      | BW             | Plittersdorf                                  | Europastraße 8 LageLSK                                         | 1951                                   | HICOG-Siedlung Plittersdorf | 1972–mind. 1981                   | |
| Guatemala                                                                  | Residenz                                                      | BW             | Godesberg-Villenviertel                       | Hohenzollernstraße 56 LageLSK                                  |                                        | | spät. 1966–1970                   | |
| Guinea                                                                     | Botschaft                                                     |                | Dottendorf                                    | Rochusweg 50 LageLSK                                           |                                        | 1971–1975 aufgrund des Abbruchs der diplomatischen Beziehungen geschlossen | spät. 1963–mind. 2002             | Leerstand/verwildert (2015)                                                                         |
| Guinea                                                                     | Residenz                                                      | BW             | Rüngsdorf                                     | Konstantinstraße 72 LageLSK                                    |                                        | | spät. 1992–ca. 1999               | |
| Guinea                                                                     | Residenz                                                      | BW             | Lannesdorf                                    | Deutschherrenstraße 173a LageLSK                               |                                        | | (Stand: 1987)                     | |
| Guinea                                                                     | Residenz                                                      | BW             | Gronau                                        | Brentanostraße 4 LageLSK                                       |                                        | | spät. 1968–mind. 1981             | |
| Guinea                                                                     | Residenz                                                      | BW             | Plittersdorf                                  | Germanenstraße 8 LageLSK                                       |                                        | anschließend Residenz von Rumänien | spät. 1964–mind. 1966             | |
| Haiti                                                                      | Botschaft                                                     |                | Mehlem                                        | Schlossallee 10 LageLSK                                        |                                        | diplomatische Beziehungen ab 1956; Botschaft vorher (Stand 1983) in Rüngsdorf, Bismarckallee 10; Umzug nach Berlin im November 1999 | spät. 1987–1999                   | |
| Haiti                                                                      | Residenz                                                      |                | Ippendorf                                     | Stationsweg 5a LageLSK                                         | um 1960                                | | (Stand: 1987)                     | |
| Honduras                                                                   | Botschaft                                                     |                | Plittersdorf                                  | Ubierstraße 1 Lage                                             |                                        | vorher ab 1961 in Plittersdorf, Steubenring 6 bzw. um 1966 in Hangelar (heute Stadt Sankt Augustin; Petersbergstraße 10; ▼); Umzug nach Berlin im März 2002 | 1999–2002                         | |
| Honduras                                                                   | Residenz                                                      |                | Plittersdorf                                  | Steubenring 12 LageLSK                                         | 1951                                   | HICOG-Siedlung Plittersdorf | 1973–1979/80                      | |
| Indien                                                                     | Botschaft → Hauptartikel                                      | weitere Bilder | Gronau                                        | Willy-Brandt-Allee 16/18 (bis 1999 Adenauerallee 262/264) Lage | 1912 (Nr. 16), 1911 (Nr. 18)           | zwei Villen; Ankauf der Liegenschaft 1982, Verkauf 2005; Mission zunächst noch in Berlin, Aufnahme diplomatischer Beziehungen 1951; Umzug nach Berlin im Oktober 1999, anschließend Außenstelle | 1951–2002                         | Bürogebäude; Denkmalschutz                                                                          |
| Indien                                                                     | Residenz → Hauptartikel                                       |                | Schweinheim                                   | Marienforster Straße 52 Lage                                   | 1883                                   | Villa Marienforst/Engels im Gut bzw. ehem. Kloster Marienforst | 1974/75–1999                      | Ausgründung aus Institut für angewandte Sozialwissenschaft; Denkmalschutz                           |
| Indien                                                                     | Residenz                                                      |                | Schweinheim                                   | Belderbuschstraße 1                                            |                                        | | 1969–1974/75                      | |
| Indien                                                                     | Residenz → Hauptartikel                                       |                | Stadt Köln Stadtteil Marienburg               | Rondorfer Straße 9 Lage                                        | 1923–1924                              | Landhaus-Villa (Architekt: Theodor Merrill), 1977 Abbruch | spät. 1952–1969                   | –                                                                                                   |
| Indonesien                                                                 | Botschaft → Hauptartikel                                      | weitere Bilder | Godesberg-Nord                                | Bernkasteler Straße 2 LageLSK                                  | 1980                                   | als Botschaftsgebäude Indonesiens entstanden; zuletzt etwa 60 Mitarbeiter; bis 1999 Hauptstelle der Botschaft, danach bis etwa 2003 Verteidigungsabteilung, zuletzt Vertretung beim UNFCCC-Sekretariat, 2016 verkauft | 1980–ca. 2003; spät. 2012–2015/16 | Leerstand (2016)                                                                                    |
| Indonesien                                                                 | Botschaft → Hauptartikel                                      | weitere Bilder | Gronau                                        | Kurt-Schumacher-Straße 4 LageLSK                               | 1906–1907                              | Halbvilla (Architekt: Julius Rolffs); 1983–2000 Landesvertretung Hessen | 1953–1980                         | Arztpraxen; Denkmalschutz                                                                           |
| Indonesien                                                                 | Residenz                                                      | weitere Bilder | Mehlem                                        | Im Hag 24 LageLSK                                              | 1966                                   | Architekt: Dirk Denninger; 2016 verkauft, 2019/20 abgebrochen | 1972–1999                         | –                                                                                                   |
| Indonesien                                                                 | Residenz → Hauptartikel                                       | weitere Bilder | Stadt Königswinter                            | Am Domstein 9 LageLSK                                          | 1899                                   | „Haus Felseck“ | spät. 1955 –1972                  | Denkmalschutz                                                                                       |
| Irak                                                                       | Botschaft → Hauptartikel (Botschaft) → Hauptartikel (Gebäude) | weitere Bilder | Godesberg-Villenviertel                       | Dürenstraße 33 LageLSK                                         | 1891                                   | ehemals Männeraltenwohnheim; 1994 Umzug nach Friesdorf (s. u.); Botschaft vorher (Stand 1960) Argelanderstraße 4 (Südstadt) | 1981–1995                         | Wohn-/Bürohaus                                                                                      |
| Irak                                                                       | Botschaft                                                     | weitere Bilder | Südstadt                                      | Lennéstraße 1 LageLSK                                          |                                        | | 1977–mind. 1981                   | Patristische Kommission der Akademie der Wissenschaft von NRW                                       |
| Irak                                                                       | Botschaft, Residenz                                           | BW             | Friesdorf                                     | Annaberger Straße 289 LageLSK                                  |                                        | vor 1995 nur Residenz; Umzug der Kanzlei wegen Finanzproblemen aufgrund UN-Embargo; Umzug nach Berlin im Juli 2002; seit 2015 Außenstelle | 1974/75–2002, seit 2015           | Eigentum Irak, Außenstelle                                                                          |
| Irak                                                                       | Botschaft → Hauptartikel                                      | weitere Bilder | Godesberg-Villenviertel                       | Hohenzollernstraße 12 LageLSK                                  | 1904                                   | vorher Botschaft Kenia, später Botschaft Somalia | 1974–1977                         | Leerstand (2015)                                                                                    |
| Irak                                                                       | Residenz → Hauptartikel                                       | weitere Bilder | Stadt Bornheim                                | Burgstraße 53 LageLSK                                          | 1728–1732                              | Schloss Bornheim | spät. 1963–1974/75                | Fachklinik Schloss Bornheim; Denkmalschutz                                                          |
| Iran                                                                       | Botschaft → Hauptartikel                                      | weitere Bilder | Friesdorf                                     | Godesberger Allee 133–137 LageLSK                              | 1975                                   | Architekt: Dirk Denninger; Gesandtschaft mit Aufnahme diplomatischer Beziehungen im Juni 1951 eingerichtet, zunächst (spät. 1954–1958) in Köln-Rodenkirchen (Hebbelstraße 6), Umwandlung in Botschaft im Juni 1955 | 1975–2000                         | Leerstand im Eigentum des Iran (2015)                                                               |
| Iran                                                                       | Botschaft, Residenz → Hauptartikel                            | weitere Bilder | Stadt Köln Stadtteil Marienburg               | Parkstraße 5 LageLSK                                           | 1913–1914                              | Militärabteilung in Köln-Bayenthal (Bonner Straße 180); 1973/74 Umzug der Kanzlei nach Bonn, danach weiter bis mind. 1978 als Residenz genutzt, anschließend weiter im Besitz des Iran (sog. „Iranhaus“), Aufnahme/Behandlung von kranken Staatsbürgern, Veranstaltungsnutzung                                                                                        | 1958–mind. 1978                   | ungeklärt                                                                                           |
| Iran                                                                       | Residenz                                                      | weitere Bilder | Muffendorf                                    | Elfstraße 40 LageLSK                                           |                                        | Haus mit Ecktürmchen, mit 10.500 m² großem Grundstück; Residenz in den 1950er Jahren in Köln-Rodenkirchen (Uferstraße 29; 1912 errichtete Villa) |                                   | Leerstand im Eigentum des Iran (2015)                                                               |
| Irland                                                                     | Botschaft                                                     | BW             | Friesdorf                                     | Godesberger Allee 119 Lage                                     |                                        | bis 1959 Gesandtschaft; vorher (Stand 1952) am Kaiser-Karl-Ring 15 (Bonn-Castell); Umzug nach Berlin im Oktober 1999 | 1976/77–1999                      | |
| Irland                                                                     | Botschaft                                                     | BW             | Plittersdorf                                  | Mittelstraße 39 LageLSK                                        |                                        | | spät. 1962–1974                   | Gemeindezentrum der Evangelisch-Freikirchlichen Gemeinde                                            |
| Irland                                                                     | Residenz                                                      |                | Rüngsdorf                                     | Rolandstraße 65 LageLSK                                        | 1922                                   | freistehende Villa | spät. 1952–1999                   | Denkmalschutz                                                                                       |
| Island                                                                     | Botschaft, Residenz → Hauptartikel                            | weitere Bilder | Godesberg-Villenviertel                       | Kronprinzenstraße 6 LageLSK                                    | 1910–1911                              | 1972 Anbau von Bungalow als Kanzleigebäude | 1955–1999                         | |
| Israel                                                                     | Botschaft → Hauptartikel                                      | weitere Bilder | Plittersdorf                                  | Simrockallee 2 LageLSK                                         | 1973/1974                              | vorher in Ubierstraße 78 (s. u.); Israel-Mission (Abwicklung von Wiedergutmachungsleistungen) ab 1953 in Köln, ab 1955 Köln-Ehrenfeld (Subbelrather Straße 15), dort Botschaft ab August 1965, ab 1966 in Bad Godesberg; bestbewachteste Botschaft Bonns mit zwei Meter hoher Betonmauer; bis Ende 2000 Außenstelle; 2003 zum Bürogebäude umgebaut                    | 1974–2000                         | Geschäftshaus                                                                                       |
| Israel                                                                     | Residenz                                                      |                | Rüngsdorf                                     | Fasanenstraße 30 LageLSK                                       |                                        | Eigentum des Staates; vorher in Gronau, Zitelmannstraße 7 | 1978–1999                         | |
| Israel                                                                     | Residenz                                                      |                | Gronau                                        | Zitelmannstraße 7 LageLSK                                      |                                        | anschließend Residenz des Libanon | 1966–1978                         | |
| Italien                                                                    | Botschaft → Hauptartikel                                      | weitere Bilder | Rüngsdorf                                     | Karl-Finkelnburg-Straße 51 Lage                                | 1903                                   | 1968 Anbau von Bürogebäude; nach 1999 Außenstelle; 2004 verkauft; Ursprung als Gesandtschaft 1949/50 in Sinzig (Kölner Straße 22), Kanzlei ab 1950 in Bad Godesberg, Handelsabteilung bis mind. 1960 in Köln (Universitätsstraße 81) | 1950–2002                         | Wohnnutzung                                                                                         |
| Italien                                                                    | Residenz → Hauptartikel                                       | weitere Bilder | Rüngsdorf                                     | Rolandstraße 43 LageLSK                                        | 1921                                   | Villa mit bis zum Rheinufer reichender Gartenfläche | spät. 1952–2000                   | Denkmalschutz; Privatnutzung                                                                        |
| Jamaika                                                                    | Botschaft                                                     |                | Alt-Godesberg                                 | Am Kreuter 1 Lage                                              |                                        | diplomatische Beziehungen ab 1967, Botschaft ab 1970, Umzug nach Berlin im Mai 2000 | 1970–2000                         | |
| Jamaika                                                                    | Residenz                                                      |                | Röttgen                                       | Lindenweg 26 Lage                                              |                                        | | (Stand: 1987)                     | |
| Jamaika                                                                    | Residenz                                                      | BW             | Mehlem                                        | Wendelstadtallee 10 Lage                                       |                                        | | 1970–mind. 1981                   | |
| Japan                                                                      | Botschaft → Hauptartikel                                      | weitere Bilder | Hochkreuz                                     | Godesberger Allee 102–104 Lage                                 | 1990                                   | letzter Botschafts-Neubau in Bonn, nach 1999 Außenstelle; ab 1951 diplomatische Vertretung in Bonn (1953: Kiefernweg 15, Venusberg; spät. 1962–1978/79 Kölner Straße 139, Bad Godesberg) | 1990–2002                         | DHL                                                                                                 |
| Japan                                                                      | Botschaft                                                     | weitere Bilder | Gronau                                        | Bundeskanzlerplatz LageLSK                                     | 1968/1969                              | im Bonn-Center (im März 2017 gesprengt) | 1978/79–1990                      | –                                                                                                   |
| Japan                                                                      | Residenz                                                      | weitere Bilder | Stadt Remagen Ortsteil Oberwinter             | Hauptstraße 26 LageLSK                                         | 1919                                   | „Villa Struwe“; später Residenz der Zentralafrikanischen Republik | 1952–1962                         | Denkmalschutz                                                                                       |
| Japan                                                                      | Residenz → Hauptartikel                                       |                | Stadt Köln Stadtteil Marienburg               | Lindenallee 49–51 LageLSK                                      | 1927–1928                              | Schlossartige Villa (Architekt: Emil Felix) und benachbartes Einfamilienhaus | 1962–1973                         | Denkmalschutz                                                                                       |
| Japan                                                                      | Residenz                                                      |                | Ippendorf                                     | Quellenweg 6–8 Lage                                            |                                        | aus mehreren Gebäuden bestehendes Anwesen; 2005/06 Abbruch für Neubebauung | 1973–1999                         | –                                                                                                   |
| Jemen                                                                      | Botschaft                                                     |                | Südstadt                                      | Adenauerallee 77 LageLSK                                       |                                        | vorherige Standorte: Mehlem, Kraterstraße 7 (Stand: 1982), Rüngsdorf, Konstantinstraße 95 (Stand: 1979/1980), Mehlem, Schloßstraße 12 (Stand: 1970) und Rüngsdorf, Bismarckstraße 4 (Stand: 1956 –1964); Umzug nach Berlin im August 2000 | spät. 1986 –2000                  | |
| Jemen                                                                      | Residenz                                                      | BW             | Stadt Remagen Ortsteil Oberwinter             | Siebengebirgsweg 4 LageLSK                                     |                                        | anschließend Residenz von Ruanda | 1978/79–mind. 1981                | |
| Jordanien                                                                  | Botschaft                                                     | BW             | Godesberg-Villenviertel                       | Beethovenallee 21 LageLSK                                      |                                        | 1967 Wiederaufnahme diplomatischer Beziehungen | spät. 1978–2000                   | |
| Jordanien                                                                  | Residenz                                                      |                | Stadt Remagen Ortsteil Oberwinter             | Westerwaldweg 3                                                |                                        | | spät. 1978–mind. 1981             | |
| Jugoslawien                                                                | Botschaft → Hauptartikel                                      | weitere Bilder | Mehlem                                        | Schlossallee 5 LageLSK                                         | ca. 1978                               | zweigeschossiger Stahlbeton-Bau; vorher in ehem. „Hotel Villa Friede“ (Schloßstraße 1); Botschaft in Bad Godesberg ab 1951, 1957–1968 Schutzmachtvertretung durch Schweden, nach 1999 Außenstelle, 2020/21 Abbruch | 1978–mind. 2000                   | –                                                                                                   |
| Jugoslawien                                                                | Residenz                                                      | BW             | Schweinheim                                   | Am Stadtwald 16 LageLSK                                        |                                        | Mietobjekt | 1969–1992                         | |
| Kambodscha                                                                 | Botschaft                                                     | BW             | Gemeinde Wachtberg Ortsteil Pech              | Grüner Weg 8 Lage                                              |                                        | Aufnahme diplomatischer Beziehungen im Oktober 1993 | 1993–1999                         | |
| Kamerun                                                                    | Botschaft → Hauptartikel                                      | weitere Bilder | Godesberg-Villenviertel                       | Rheinallee 76 LageLSK                                          | 1968                                   | vormals als Botschaft von Griechenland genutzt; von März 2009 bis Nov. 2011 Leerstand | 1980/81–2009                      | Schulgebäude einer Privatschule; weiter Eigentum Kameruns                                           |
| Kamerun                                                                    | Residenz                                                      | weitere Bilder | Plittersdorf                                  | Plittersdorfer Straße 115 LageLSK                              |                                        | | 1969–2009                         | |
| Kamerun                                                                    | Residenz                                                      | BW             | Stadt Sankt Augustin Ortsteil Niederberg      | Moselstraße 1 LageLSK                                          |                                        | später Residenz von Malawi | spät. 1966–1969                   | |
| Kamerun                                                                    | Residenz                                                      | BW             | Hochkreuz                                     | Berliner Ring 21 LageLSK                                       | 1960–1964                              | Eigenheimsiedlung „Berliner Ring“ | (Stand: 1964)                     | |
| Kamerun                                                                    | Residenz → Hauptartikel                                       | weitere Bilder | Mehlem                                        | Rüdigerstraße 10 LageLSK                                       | 1896–1897                              | später Botschaft von Benin | (Stand: 1962)                     | |
| Kanada                                                                     | Botschaft → Hauptartikel                                      | weitere Bilder | Gronau                                        | Friedrich-Wilhelm-Straße 18 Lage                               | 1967–1969                              | „Kanadahaus“; dreigeschossiger langgestreckter Block, Stahlbetonskelettbau, freistehender Sockel; Böden und Wände mit Marmor und Naturholz; mind. 50 Büros; 2001/02 Aufschüttung, Umbau und Anbau von fünfstöckigem, ellipsenförmigem Neubau; dipl. Mission ab 1949/50 in Zitelmannstr. 14/22 (Gronau)                                                                | 1969–1999                         | Hauptsitz von Infas                                                                                 |
| Kanada                                                                     | Residenz → Hauptartikel                                       |                | Stadt Köln Stadtteil Marienburg               | Lindenallee 70 LageLSK                                         | 1924–1925                              | Villa (Architekt: Emil Felix) | spät. 1952 –mind. 1967            | Denkmalschutz                                                                                       |
| Kanada                                                                     | Residenz                                                      |                | Rüngsdorf                                     | Fasanenstraße 25 Lage                                          |                                        | März 2001 Abbruch | spät. 1968–1999                   | –                                                                                                   |
| Kap Verde                                                                  | Botschaft                                                     | BW             | Gronau                                        | Fritz-Schäffer-Straße 5 Lage                                   |                                        | nach Umzug der Botschaft Abbruch | (Stand: 1997)                     | –                                                                                                   |
| Kap Verde                                                                  | Botschaft, Residenz                                           |                | Weststadt                                     | Meckenheimer Allee 113 LageLSK                                 |                                        | | spät. 1992–mind. 1995             | Denkmalschutz                                                                                       |
| Kasachstan                                                                 | Botschaft                                                     |                | Dottendorf                                    | Oberer Lindweg 2/4 Lage                                        |                                        | vorher Mietliegenschaft des Bundesministeriums der Justiz, 2003 für Nutzung als Kindertagesstätte umgebaut | 1996–1999                         | Kindertagesstätte                                                                                   |
| Kasachstan                                                                 | Botschaft → Hauptartikel                                      | weitere Bilder | Stadt Remagen                                 | Schloss Marienfels, Wohnplatz Lage                             | 1859–1860                              | 1996: 14 Diplomaten und 50 Mitarbeiter; Konsularabteilung in ehem. Landeszentralbank Remagen (s. u.); März/April 1996 Umzug nach Bonn | 1994–1996                         | Wohnnutzung; Denkmalschutz                                                                          |
| Kasachstan                                                                 | Botschaft                                                     | BW             | Mehlem                                        | Mainzer Straße 177 LageLSK                                     |                                        | | spät. 1993–1994                   | |
| Kasachstan                                                                 | Botschaft (Konsularabteilung)                                 |                | Stadt Remagen                                 | Von-Lassaulx-Straße 1 Lage                                     | 1960er                                 | ehem. (bis zur Schließung 1992) Nebenstelle der Landeszentralbank; zunächst einziges Konsulat von Kasachstan | März 1995–März 1996               | |
| Kasachstan                                                                 | Botschaft                                                     | weitere Bilder | Beuel-Mitte                                   | Rathausstraße 3 Lage                                           |                                        | von Beginn an Außenstelle | seit 2008/09                      | Botschafts-Außenstelle (Bezirk: NW, RP, SL)                                                         |
| Katar                                                                      | Botschaft                                                     | BW             | Alt-Godesberg                                 | Brunnenallee 6 LageLSK                                         |                                        | | 1978–2005/06                      | Unternehmenssitz (Ausgründung des Forschungszentrums caesar)                                        |
| Katar                                                                      | Botschaft                                                     | weitere Bilder | Friesdorf                                     | Godesberger Allee 77–79 LageLSK                                | um 1985                                | als Botschaftsgebäude Kuwaits entstanden | seit 2009                         | Botschafts-Außenstelle (Gesundheitsbüro)                                                            |
| Katar                                                                      | Botschaft → Hauptartikel                                      | weitere Bilder | Godesberg-Villenviertel                       | Ubierstraße 88 LageLSK                                         | 1934                                   | zunächst Konsularabteilung, zuletzt medizinische Abteilung; vorher Botschaft von Sierra Leone | spät. 1992–2009                   | Wohnhaus                                                                                            |
| Katar                                                                      | Residenz                                                      |                | Schweinheim                                   | Im Hohn 11 LageLSK                                             |                                        | | (Stand: 1987)                     | |
| Kenia                                                                      | Botschaft                                                     | BW             | Alt-Godesberg                                 | Villichgasse 16 Lage                                           |                                        | Botschaft in Bonn ab Ende 1964; Umzug nach Berlin im Dezember 2000 | spät. 1978–2000                   | |
| Kenia                                                                      | Botschaft → Hauptartikel                                      | weitere Bilder | Godesberg-Villenviertel                       | Hohenzollernstraße 12 LageLSK                                  | 1904                                   | später Botschaft Irak und Botschaft Somalia | spät. 1968–1973                   | Leerstand (2015)                                                                                    |
| Kenia                                                                      | Residenz                                                      |                | Gronau                                        | Walter-Flex-Straße 12                                          |                                        | | spät. 1992–mind. 1995             | |
| Kirgisistan                                                                | Botschaft                                                     | BW             | Plittersdorf                                  | Ubierstraße 19 Lage                                            |                                        | Reihenhaus; Umzug nach Berlin im September 1999; vorher ab Januar 1995 in Koblenzer Straße 62 (Alt-Godesberg) | 1996–1999                         | |
| Kirgisistan                                                                | Botschaft (Außenstelle)                                       | weitere Bilder | Alt-Godesberg                                 | Aennchenstraße 61 LageLSK                                      |                                        | | seit 2003/04                      | Botschafts-Außenstelle                                                                              |
| Kolumbien                                                                  | Botschaft                                                     |                | Gronau                                        | Friedrich-Wilhelm-Straße 35 LageLSK                            | um 1954                                | im „Johanniterviertel“; vorher 1953–1956 in Köln, Am Hof 34–36 | spät. 1969–mind. 1995             | |
| Kolumbien                                                                  | Residenz, Botschaft (Außenstelle)                             | BW             | Gronau                                        | Johanniterstraße 14 LageLSK                                    | 1950er                                 | im „Johanniterviertel“; zuletzt Außenstelle der Botschaft; anschließend Generalkonsulat in Bonn bis Dezember 2002 | spät. 1971–2001                   | |
| Kolumbien                                                                  | Residenz                                                      | BW             | Stadt Köln Stadtteil Marienburg               | Kastanienallee 18 Lage                                         | 1950/1951                              | für die britische Hochkommission errichtetes Einfamilienhaus (Bauherr: Arbeitsgemeinschaft Besatzungsbauten; Architekt: Fritz Ruempler) | spät. 1964–mind. 1966             | |
| Republik Kongo                                                             | Botschaft                                                     |                | Godesberg-Villenviertel                       | Rheinallee 45 LageLSK                                          | 1899                                   | Wohn- und Geschäftshaus | 1969–ca. 1999                     | Denkmalschutz                                                                                       |
| Republik Kongo                                                             | Residenz                                                      | BW             | Gemeinde Wachtberg Ortsteil Villip            | Wiesengrund 13 LageLSK                                         | um 1964                                | 2006–2010 umfassend saniert | spät. 1978–1992/93                | |
| Kroatien                                                                   | Botschaft                                                     |                | Rüngsdorf                                     | Rolandstraße 45 LageLSK                                        | 1921                                   | freistehende Villa, vorher Residenz von Gabun; bis 2004 Außenstelle an Rolandstraße 52 (s. u.) | 1992–ca. 1999                     | Denkmalschutz                                                                                       |
| Kroatien                                                                   | Residenz                                                      | BW             | Rüngsdorf                                     | Fasanenstraße 5 LageLSK                                        |                                        | noch 2006 im Besitz des Landes |                                   | |
| Kuba                                                                       | Botschaft → Hauptartikel                                      | weitere Bilder | Plittersdorf                                  | Kennedyallee 22–24 Lage LSK                                    | um 1965                                | bis 1999 Hauptstelle der Botschaft; ab 1952 Gesandtschaft mit vorläufigem Standort im Kurhotel Bad Neuenahr (Stand: 1952), ab 1954 Botschaft (spät. 1952–mind. 1960) in Köln-Marienburg (Am Südpark 49) und bis 1963 in Köln-Altstadt-Nord (Kaiser-Wilhelm-Ring 34)                                                                                                   | seit 1976/77                      | Außenstelle (Kulturabteilung)                                                                       |
| Kuba                                                                       | Residenz                                                      | BW             | Gronau                                        | Adalbert-Stifter-Straße 8 Lage LSK                             |                                        | im „Johanniterviertel“ | 1981–mind. 1992                   | |
| Kuba                                                                       | Residenz                                                      | weitere Bilder | Friesdorf                                     | Godesberger Allee 155 LageLSK                                  | 1922                                   | Landhaus in neubarockem Formenvokabular; vorher Residenz von Liberia | 1976/77–1981                      | Politischer Club der Friedrich-Ebert-Stiftung                                                       |
| Kuwait                                                                     | Botschaft                                                     | weitere Bilder | Friesdorf                                     | Godesberger Allee 77–81 LageLSK                                | um 1985                                | als Botschaftsgebäude Kuwaits entstanden, Architekt: Dirk Denninger; Aufnahme diplomatischer Beziehungen 1964; nach August 2000 Außenstelle (Gesundheit und Kultur) | spät. 1986–mind. 2005             | Außenstelle der Botschaft von Katar                                                                 |
| Kuwait                                                                     | Botschaft, Residenz                                           |                | Godesberg-Villenviertel                       | Rheinallee 6 LageLSK                                           | 1895                                   | Villa, vorher Botschaft der Elfenbeinküste; zuletzt nur Kanzlei | 1977–mind. 1984                   | Denkmalschutz                                                                                       |
| Kuwait                                                                     | Residenz                                                      |                | Muffendorf                                    | Elliger Höhe 35 Lage                                           |                                        | Villa und Pförtnerhäuschen, Grundstück von 8.000 m²; um 1996 umgebaut, Verkauf nach 2003, 2006 Abbruch | spät. 1978–1999                   | –                                                                                                   |
| Laos                                                                       | Botschaft → Hauptartikel                                      | weitere Bilder | Stadt Königswinter                            | Am Lessing 6 Lage                                              | um 1900                                | freistehende Villa mit Erkerturm und Schmuckformen der Neorenaissance; vorher Residenz von Bangladesch | ca. 1990–2001                     | Denkmalschutz                                                                                       |
| Lesotho                                                                    | Botschaft                                                     | BW             | Plittersdorf                                  | Godesberger Allee 50 Lage                                      |                                        | Aufnahme diplomatischer Beziehungen 1970 | 1979–2000                         | |
| Lesotho                                                                    | Residenz                                                      | BW             | Schweinheim                                   | Am Stadtwald 36 LageLSK                                        |                                        | | spät. 1992–2000                   | |
| Lesotho                                                                    | Residenz                                                      | BW             | Plittersdorf                                  | Simrockallee 20 LageLSK                                        |                                        | | 1979–mind. 1987                   | |
| Lettland                                                                   | Botschaft                                                     | weitere Bilder | Gronau                                        | Adenauerallee 110 LageLSK                                      | 1890                                   | nach Aufnahme diplomatischer Beziehungen 1991 zunächst in baltischem Informationsbüro am Bertha-von-Suttner-Platz 1–7 (Bonn-Zentrum), 1992 Ankauf von eigenem Gebäude, nach 1999 Außenstelle | 1992–2001                         | Denkmalschutz                                                                                       |
| Libanon                                                                    | Botschaft                                                     |                | Godesberg-Villenviertel                       | Rheinallee 27 LageLSK                                          | 1884                                   | Villa; 1972 Wiederaufnahme diplomatischer Beziehungen; vorher Botschaft von Saudi-Arabien | 1978/79–1999                      | Denkmalschutz                                                                                       |
| Libanon                                                                    | Botschaft                                                     | BW             | Rüngsdorf                                     | Professor-Dennert-Straße 8 LageLSK                             |                                        | | spät. 1962–1965                   | |
| Libanon                                                                    | Residenz                                                      | BW             | Gronau                                        | Zitelmannstraße 7 LageLSK                                      |                                        | vorher (bis 1973) in Plittersdorf, Stirzenhofstraße 21; vorher Residenz von Israel | 1980–mind. 1995                   | |
| Libanon                                                                    | Residenz                                                      |                | Stadt Lohmar                                  | Bachstraße 12 LageLSK                                          | um 1890                                | Mietobjekt der Gemeinde Lohmar | 1972–1976/77                      | Begegnungszentrum für Senioren, Veranstaltungsstätte                                                |
| Liberia                                                                    | Botschaft, Residenz                                           |                | Mehlem                                        | Mainzer Straße 259 LageLSK                                     | 1909                                   | Botschaft vorher (1975/1978) in Niederbachem, Bondorfer Straße 2 und (Stand: 1979/80) Baunscheidtstr. 2 (Gronau); vorher Residenz von Nigeria | spät. 1979–2007                   | |
| Liberia                                                                    | Botschaft                                                     |                | Südstadt                                      | Poppelsdorfer Allee 43 LageLSK                                 |                                        | anfänglich zugleich Botschaft der Dominikanischen Republik | spät. 1962–1973                   | Denkmalschutz                                                                                       |
| Liberia                                                                    | Residenz                                                      | weitere Bilder | Friesdorf                                     | Godesberger Allee 155 LageLSK                                  | 1922                                   | Landhaus in neubarockem Formenvokabular; anschließend Residenz von Kuba | spät. 1962–1976/77                | Politischer Club der Friedrich-Ebert-Stiftung                                                       |
| Libyen                                                                     | Botschaft → Hauptartikel                                      | weitere Bilder | Godesberg-Villenviertel                       | Beethovenallee 12a LageLSK                                     |                                        | diplomatische Beziehungen ab 1961; nach Umzug der Botschaft nach Berlin bis 2007 Generalkonsulat, von 2013/14 bis 2018 Botschafts-Außenstelle (Gesundheitsbüro) | 1976/77–2001; 2013/14–2018        | Leerstand                                                                                           |
| Libyen                                                                     | Botschaft                                                     | weitere Bilder | Südstadt                                      | Argelanderstraße 1 LageLSK                                     | 1889                                   | Halbvilla; anschließend Botschaft der Philippinen | 1966–1976/77                      | Denkmalschutz                                                                                       |
| Libyen                                                                     | Botschaft                                                     |                | Gronau                                        | Adenauerallee 115 LageLSK                                      | 2. Hälfte 19. Jahrhundert              | | 1961–1966                         | |
| Litauen                                                                    | Botschaft                                                     | BW             | Südstadt                                      | Argelanderstraße 108a Lage                                     |                                        | Mietobjekt; nach Aufnahme diplomatischer Beziehungen 1991 zunächst in baltischem Informationsbüro am Bertha-von-Suttner-Platz 1–7 (Bonn-Zentrum); bis 2009 Außenstelle in Konstantinstraße 25a (Rüngsdorf; ▼); 1999–2002 Außenstelle der britischen Botschaft |                                   | |
| Luxemburg                                                                  | Botschaft                                                     |                | Gronau                                        | Adenauerallee 108 LageLSK                                      | 1890                                   | ursprünglicher Standort (Stand: 1949/50): Scharnhorststraße 7 (Godesberg-Villenviertel), später inkl. Konsularabteilung in angemieteten Büroräumen in Köln (Martinstraße 20, Altstadt-Nord) | 1989 –1999                        | Denkmalschutz                                                                                       |
| Luxemburg                                                                  | Botschaft                                                     | weitere Bilder | Gronau                                        | Bundeskanzlerplatz LageLSK                                     | 1968/1969                              | im Bonn-Center (im März 2017 gesprengt) | 1969–1977                         | –                                                                                                   |
| Luxemburg                                                                  | Residenz → Hauptartikel                                       |                | Stadt Köln Stadtteil Marienburg               | Am Südpark 47 LageLSK                                          | 1921–1924                              | Villa | 1949–1999                         | Denkmalschutz                                                                                       |
| Madagaskar                                                                 | Botschaft                                                     | weitere Bilder | Rüngsdorf                                     | Rolandstraße 48 LageLSK                                        | ca. 1975                               | von Madagaskar auf Grundstück der Residenz erbaut; Umzug nach Falkensee im Dezember 2001 | ca. 1975–2001                     | Sitz des VSRW-Verlags (seit 2003)                                                                   |
| Madagaskar                                                                 | Botschaft, Residenz → Hauptartikel                            |                | Rüngsdorf                                     | Rolandstraße 48 LageLSK                                        | 1932                                   | direkt hinter dem Kanzleigebäude gelegenes Wohnhaus, bis zu dessen Errichtung auch Kanzlei | spät. 1963–2001                   | Denkmalschutz                                                                                       |
| Malawi                                                                     | Botschaft                                                     | BW             | Mehlem                                        | Mainzer Straße 124 Lage                                        | 1985                                   | Ende 2011 verkauft | 1986–2002                         | |
| Malawi                                                                     | Botschaft                                                     | weitere Bilder | Gronau                                        | Bundeskanzlerplatz LageLSK                                     | 1968/1969                              | im Bonn-Center (im März 2017 gesprengt) | 1969–mind. 1981                   | –                                                                                                   |
| Malawi                                                                     | Botschaft                                                     | weitere Bilder | Godesberg-Villenviertel                       | Beethovenallee 55 LageLSK                                      |                                        | | spät. 1965–1969                   | Denkmalschutz                                                                                       |
| Malawi                                                                     | Residenz                                                      | BW             | Niederholtorf                                 | Am Weidenstück 8 LageLSK                                       |                                        | Eigentum des Staates | 1982–2002                         | |
| Malawi                                                                     | Residenz                                                      | BW             | Godesberg-Villenviertel                       | Am Arndtplatz 14 LageLSK                                       |                                        | | 1979–1981/82                      | |
| Malawi                                                                     | Residenz                                                      | BW             | Stadt Bad Honnef Stadtteil Rhöndorf           | Frankenweg 62a LageLSK                                         |                                        | | 1974/75–1978                      | |
| Malawi                                                                     | Residenz                                                      | BW             | Stadt Sankt Augustin Ortsteil Niederberg      | Moselstraße 1 LageLSK                                          |                                        | vorher Residenz von Kamerun | 1972–1974/75                      | |
| Malawi                                                                     | Residenz                                                      | BW             | Mehlem                                        | Rodderbergstraße 73 LageLSK                                    |                                        | | spät. 1968–1972                   | |
| Malaysia                                                                   | Botschaft                                                     | BW             | Plittersdorf                                  | Mittelstraße 43 LageLSK                                        | um 1985                                | als gemeinsames Kanzleigebäude von Malaysia und Norwegen entstanden; diplomatische Beziehungen ab 1957; Umzug nach Berlin im August 1999, anschließend Außenstelle | spät. 1986 –mind. 2003            | |
| Malaysia                                                                   | Botschaft                                                     |                | Godesberg-Villenviertel                       | Rheinallee 23 LageLSK                                          | 1895                                   | | 1974/75–mind. 1984                | Denkmalschutz                                                                                       |
| Malaysia                                                                   | Botschaft                                                     |                | Godesberg-Villenviertel                       | Kronprinzenstraße 52 LageLSK                                   | 1909                                   | Villa | spät. 1965–mind. 1972             | Denkmalschutz                                                                                       |
| Malaysia                                                                   | Residenz                                                      | BW             | Rüngsdorf                                     | Rolandstraße 61 Lage                                           |                                        | | spät. 1969 –mind. 1993            | |
| Mali                                                                       | Botschaft                                                     |                | Rüngsdorf                                     | Basteistraße 86 LageLSK                                        |                                        | ehemaliges Internatshaus der Otto-Kühne-Schule | 1969–2001                         | Kindertagesstätte                                                                                   |
| Mali                                                                       | Residenz                                                      | BW             | Rüngsdorf                                     | Karl-Finkelnburg-Straße 18 LageLSK                             |                                        | | 1969/70–mind. 1992                | |
| Malta                                                                      | Botschaft                                                     |                | Godesberg-Villenviertel                       | Viktoriastraße 1 LageLSK                                       | 1898                                   | Halbvilla; Umzug nach Berlin im Mai 2000 | 1977–2000                         | Denkmalschutz                                                                                       |
| Malta                                                                      | Residenz                                                      | BW             | Godesberg-Villenviertel                       | Hohenzollernplatz 5 LageLSK                                    |                                        | | spät. 1992–mind. 1995             | |
| Souveräner Malteserorden                                                   | Offizielle Delegation                                         |                | Plittersdorf                                  | Rheinallee 67b Lage                                            |                                        | | spät. 1993–ca. 1999               | |
| Marokko                                                                    | Botschaft                                                     | BW             | Godesberg-Villenviertel                       | Gotenstraße 7/9 Lage                                           |                                        | diplomatische Beziehungen ab 1957; Botschaft vorher (1985) in Plittersdorf, Mittelstraße 35 | spät. 1986 –1999                  | Unternehmenssitz                                                                                    |
| Marokko                                                                    | Residenz                                                      | BW             | Muffendorf                                    | Klosterbergstraße 117 LageLSK                                  |                                        | Wohnfläche von 430 m², Grundstück von 3.600 m²; Verkauf 2002 | 1969–1999                         | Wohnnutzung                                                                                         |
| Mauretanien                                                                | Botschaft                                                     | BW             | Alt-Godesberg                                 | Bonner Straße 48 Lage                                          |                                        | in Etage eines Wohn- und Geschäftshauses; zuletzt mit fünf Diplomaten besetzt; diplomatische Beziehungen ab 1960 | 1978–2001                         | |
| Mauretanien                                                                | Botschaft, Residenz                                           |                | Rüngsdorf                                     | Friedrichallee 8 LageLSK                                       | 1897–1898                              | Villa; zuletzt nur Residenz | spät. 1964–2001                   | Denkmalschutz                                                                                       |
| Mexiko                                                                     | Botschaft                                                     |                | Gronau                                        | Adenauerallee 100 LageLSK                                      | 1905                                   | diplomatische Beziehungen ab 1952 mit Botschaften in Köln (Marienburger Straße 43) und Bonn, zeitweise (spät. 1980–mind. 1989) Oxfordstraße 12–16 (Bonn-Zentrum) | spät. 1990 –ca. 1999              | Denkmalschutz                                                                                       |
| Mexiko                                                                     | Botschaft, Residenz → Hauptartikel                            |                | Stadt Köln Stadtteil Marienburg               | Marienburger Straße 43 LageLSK                                 | 1925–1926                              | Ehemalige Direktorenvilla (Architekten: Schreiterer & Below), ab 1974 Eigentum von Mexiko, nach Umzug der Kanzlei nach Bonn 1978/79 nur Residenz | spät. 1952–ca. 1999               | Denkmalschutz                                                                                       |
| Moldau                                                                     | Botschaft                                                     | weitere Bilder | Südstadt                                      | An der Elisabethkirche 24 LageLSK                              | 1904                                   | diplomatische Beziehungen ab 1992; zuvor Am Hof 2 (Bonn-Zentrum), bis 2004 Außenstelle in der Adenauerallee 13b (ebenfalls Südstadt) | 1995/96–1998                      | Denkmalschutz                                                                                       |
| Monaco                                                                     | Botschaft                                                     |                | Gronau                                        | Zitelmannstraße 16 LageLSK                                     | 1936                                   | Architekt: Wilhelm Denninger; Gesandtschaft ab 1952, Umwandlung in Botschaft im Oktober 1983, Umzug nach Berlin im Herbst 2001 | spät. 1985 –2001                  | |
| Monaco                                                                     | Residenz → Hauptartikel                                       | weitere Bilder | Alt-Godesberg                                 | Brunnenallee 17 LageLSK                                        | um 1870                                | Villa | 1992–2001                         | Kunst- und Antiquitätenhandlung; Denkmalschutz                                                      |
| Monaco                                                                     | Residenz                                                      |                | Bonn-Castell                                  | Fritz-Schroeder-Ufer 38 LageLSK                                | um 1985                                | Wohnung in Mehrfamilienhaus | spät. 1987–mind. 1992             | |
| Mongolei                                                                   | Botschaft, Residenz                                           |                | Stadt Troisdorf Ortschaft Sieglar             | Siebengebirgsblick 4/6 LageLSK                                 |                                        | Einrichtung mit deutscher Einheit am 1. Oktober 1990, vorher Vertretung für die BRD durch mongol. Botschaft in Warschau; ab 1993 Außenstelle in Berlin; zuletzt mit acht Diplomaten besetzt | 1990–2000                         | |
| Mosambik                                                                   | Botschaft                                                     |                | Südstadt                                      | Adenauerallee 46a LageLSK                                      |                                        | diplomatische Beziehungen ab 1976, Botschaft erst nach Wiedervereinigung | ca. 1990–2000                     | |
| Mosambik                                                                   | Residenz                                                      | BW             | Stadt Königswinter Ortsteil Bellinghauserhohn | Auf dem Büchel 9 LageLSK                                       |                                        | | spät. 1992–mind. 1995             | |
| Myanmar (ehem. Birma)                                                      | Botschaft                                                     |                | Südstadt                                      | Schumannstraße 112 LageLSK                                     | 1910                                   | Eröffnung der Gesandtschaft am 9. April 1954, Umwandlung in Botschaft 1962; Umzug nach Berlin im April 2000 | 1975/76–2000                      | Denkmalschutz                                                                                       |
| Myanmar (ehem. Birma)                                                      | Residenz                                                      |                | Beuel-Mitte                                   | Elsa-Brändström-Straße 15 LageLSK                              |                                        | 2001–2006 Außenstelle der Botschaft von Kasachstan | spät. 1987–mind. 1995             | |
| Myanmar (ehem. Birma)                                                      | Residenz                                                      |                | Lengsdorf                                     | In der roten Kanne 2                                           |                                        | | 1976/77–1980                      | |
| Myanmar (ehem. Birma)                                                      | Residenz                                                      |                | Kessenich                                     | Auf der Steige 6 LageLSK                                       |                                        | | spät. 1968–1976/77                | |
| Myanmar (ehem. Birma)                                                      | Residenz                                                      |                | Rheinbreitbach                                | Simrockstraße 8 LageLSK                                        | 1936                                   | „Haus Schauinsland“; 2011 umfassend umgestaltet | um 1955–um 1965                   | |
| Namibia                                                                    | Botschaft                                                     | BW             | Mehlem                                        | Mainzer Straße 47 Lage                                         |                                        | diplomatische Beziehungen ab 1990 | 1991–1999                         | |
| Namibia                                                                    | Residenz                                                      | weitere Bilder | Schweinheim                                   | Am Stadtwald 31 LageLSK                                        |                                        | | –1999                             | |
| Nepal                                                                      | Botschaft, Residenz                                           | weitere Bilder | Mehlem                                        | Im Hag 15 LageLSK                                              |                                        | später nur Kanzlei; mit Aufnahme diplomatischer Beziehungen eingerichtet | spät. 1966–2000                   | Leerstand im Eigentum Nepals (2014)                                                                 |
| Nepal                                                                      | Residenz                                                      | weitere Bilder | Mehlem                                        | Elsternweg 3 LageLSK                                           | 1988                                   | | 1988–2000                         | Leerstand im Eigentum Nepals (2014)                                                                 |
| Neuseeland                                                                 | Botschaft                                                     | weitere Bilder | Gronau                                        | Bundeskanzlerplatz 2–10 LageLSK                                | 1968/1969                              | im Bonn-Center (im März 2017 gesprengt); Botschaft in Bonn ab 1966 | 1969–ca. 1999                     | –                                                                                                   |
| Neuseeland                                                                 | Residenz                                                      | BW             | Plittersdorf                                  | Turmstraße 4b LageLSK                                          |                                        | Residenz von Anfang 1997 bis 1999 in Bad Honnef | spät. 1968–1997                   | |
| Nicaragua                                                                  | Botschaft                                                     |                | Rüngsdorf                                     | Konstantinstraße 41 LageLSK                                    |                                        | diplomatische Beziehungen ab 1953, 1955 Akkreditierung eines Gesandten, Gesandtschaft zunächst (Stand: 1957) in Rhöndorf (Zennigsweg 19) | spät. 1967–2000                   | |
| Nicaragua                                                                  | Residenz                                                      |                | Mehlem                                        | Am Glückshaus 11 LageLSK                                       |                                        | | spät. 1995–2000                   | |
| Nicaragua                                                                  | Residenz                                                      | BW             | Hochkreuz                                     | Brandenburger Straße 20 LageLSK                                | 1960–1964                              | Eigenheimsiedlung „Berliner Ring“ | (Stand: 1966)                     | |
| Niederlande                                                                | Botschaft → Hauptartikel                                      | weitere Bilder | Gronau                                        | Sträßchensweg 10 Lage                                          | 1962–1964                              | erster Botschaftsneubau in Bonn; vorher ab 1949 (zunächst als dipl. Mission) in Koblenzer Straße 96; 2002 Abriss von zugehörigem Wohngebäude in Backstein | 1964–2000                         | Bürogebäude                                                                                         |
| Niederlande                                                                | Residenz                                                      |                | Rüngsdorf                                     | Fasanenstraße 20 LageLSK                                       |                                        | Leihgaben aus dem Rijksmuseum Amsterdam | spät. 1968–1999                   | |
| Niederlande                                                                | Residenz → Hauptartikel                                       | weitere Bilder | Stadt Wesseling Ortsteil Urfeld               | Rheinstraße 161–165 LageLSK                                    | 18. Jh.; 1872                          | Dietkirchener Hof seit 11. Jh., 1933–1939 Kibbuz; anschließend Residenz Schweden | 1951–mind. 1967                   | Wohnnutzung; Denkmalschutz                                                                          |
| Niger                                                                      | Botschaft                                                     | weitere Bilder | Godesberg-Villenviertel                       | Dürenstraße 9 LageLSK                                          | 1894                                   | Halbvilla | spät. 1968–mind. 2005             | Galerie; Denkmalschutz                                                                              |
| Niger                                                                      | Residenz → Hauptartikel                                       | weitere Bilder | Stadt Köln Stadtteil Hahnwald                 | Bonner Landstraße 119 Lage                                     | 1935/1936                              | Landhaus Birkhof, entstanden als Wohnsitz des Fabrikanten Alfons Mauser, Architekt: Theodor Merrill, 2016/17 Abbruch; vorher in Bad Godesberg (ab 1960; Mietobjekt) | 1970–2006                         | –                                                                                                   |
| Nigeria                                                                    | Botschaft                                                     |                | Muffendorf                                    | Goldbergweg 13 Lage                                            |                                        | ab 1961 Botschaft in Bonn (Stand 1975: Kennedyallee 35, Hochkreuz); Terrassenhaus, ca. 2008 verkauft, Umbau und Erweiterung bis 2012 | 1974/75–2000                      | Wohnnutzung                                                                                         |
| Nigeria                                                                    | Residenz                                                      | weitere Bilder | Mehlem                                        | Vulkanstraße 69 LageLSK                                        | 1983                                   | erbaut von Nigeria; seit 2001 Leerstand (Stand: 2017); weiterhin Nutzung durch Nigeria geplant (Stand: 2011) | 1983–2000                         | Eigentum Nigerias                                                                                   |
| Nigeria                                                                    | Botschaft                                                     |                | Weststadt                                     | Humboldtstraße 28 LageLSK                                      |                                        | | 1973/74–1979                      | Denkmalschutz                                                                                       |
| Nigeria                                                                    | Residenz                                                      |                | Mehlem                                        | Mainzer Straße 259 LageLSK                                     | 1909                                   | später Botschaft von Liberia | 1969–1973                         | |
| Nordmazedonien                                                             | Botschaft                                                     | weitere Bilder | Gronau                                        | Sträßchensweg 6 Lage                                           |                                        | bis Juni 1997 Hauptstelle der Botschaft, anschließend Außenstelle; erste Botschaft mit Hauptvertretung in Berlin | 1993–2015                         | |
| Nordmazedonien                                                             | Botschaft (Außenstelle)                                       | weitere Bilder | Duisdorf                                      | Heilsbachstraße 24 LageLSK                                     |                                        | im „Heilsbach-Carré“ | seit 2014/2015                    | Außenstelle (Bezirk: NW, NI, HE, RP, SL)                                                            |
| Norwegen                                                                   | Botschaft                                                     |                | Plittersdorf                                  | Mittelstraße 43 LageLSK                                        | um 1985                                | als gemeinsames Kanzleigebäude von Malaysia und Norwegen entstanden; | spät. 1986 –ca. 1999              | |
| Norwegen                                                                   | Botschaft                                                     | BW             | Plittersdorf                                  | Gotenstraße 163 LageLSK                                        |                                        | | spät. 1965–mind. 1981             | |
| Norwegen                                                                   | Botschaft → Hauptartikel                                      | weitere Bilder | Gronau                                        | Kurt-Schumacher-Straße 12/14 LageLSK                           | 1909–1910                              | Doppelvilla (Architekt: Julius Rolffs); 1969–1999 Landesvertretung des Saarlandes | 1950–1964                         | Deutsche Post AG; Denkmalschutz                                                                     |
| Norwegen                                                                   | Residenz                                                      | weitere Bilder | Rüngsdorf                                     | Tannenallee 16 LageLSK                                         |                                        | Backsteinhaus | spät. 1952–1999                   | |
| Oman                                                                       | Botschaft                                                     |                | Rüngsdorf                                     | Lindenallee 11 LageLSK                                         | 1903                                   | Villa mit Büroanbau | 1977–2004                         | Anwaltskanzlei (2013)                                                                               |
| Oman                                                                       | Botschaft                                                     | BW             | Gronau                                        | Johanniterstraße 7 LageLSK                                     |                                        | | 1974–1977                         | |
| Oman                                                                       | Residenz                                                      | weitere Bilder | Alt-Godesberg                                 | Von-der-Heydt-Straße 7 LageLSK                                 | 1938                                   | bis 1976/77 durch den Gesandten genutzt, Botschafter bis dahin in Rom | 1974–2004                         | Wohnhaus                                                                                            |
| Österreich                                                                 | Botschaft → Hauptartikel                                      | weitere Bilder | Südstadt                                      | Poppelsdorfer Allee 55 LageLSK                                 | 1908                                   | ursprünglich österreichische Verbindungsstellen in der Bundesrepublik Deutschland, Botschaft ab Dezember 1955; vorher ab 1951 im Ortsteil Gronau, Kurt-Schumacher-Straße 10 | 1954–1977                         | Denkmalschutz                                                                                       |
| Österreich                                                                 | Botschaft → Hauptartikel                                      |                | Gronau                                        | Johanniterstraße 2 Lage                                        | 1975–1977                              | auf Grundstück der Residenz (s. u.); ab 1999 Botschafts-Außenstelle; 2007 Abbruch | 1977–2006                         | –                                                                                                   |
| Österreich                                                                 | Residenz → Hauptartikel                                       | weitere Bilder | Gronau                                        | Friedrich-Wilhelm-Straße 14 Lage                               | 1921–1922                              | nach 1999 Wohnhaus des Leiters der Außenstelle | 1954–2006                         | unbekannt                                                                                           |
| Pakistan                                                                   | Botschaft → Hauptartikel                                      | weitere Bilder | Godesberg-Villenviertel                       | Rheinallee 24 LageLSK                                          | 1903–1905                              | „Villa Schorlemmer“, Mietobjekt; Einkaufsabteilung (Stand: 1980) in Pech (Hauptstraße 8c) | 1952–1999                         | Unternehmenssitz                                                                                    |
| Pakistan                                                                   | Residenz → Hauptartikel                                       | weitere Bilder | Stadt Königswinter                            | Hauptstraße 330 Lage                                           | 1893, 1938                             | „Villa Leonhart“ | 1952–1999                         | gastronomischer Betrieb; Denkmalschutz                                                              |
| Staat Palästina                                                            | Generaldelegation                                             | BW             | Kessenich                                     | August-Bier-Straße 33 LageLSK                                  |                                        | vorher „Informationsstelle Palästina e. V.“ | spät. 1993–2007                   | |
| Panama                                                                     | Botschaft, Residenz                                           | BW             | Plittersdorf                                  | Lützowstraße 1 LageLSK                                         |                                        | diplomatische Vertretung in Bonn ab 1951, zeitweise nur Kanzlei; Umzug nach Berlin im Juni 2001 | 1970–2001                         | |
| Panama                                                                     | Residenz                                                      |                | Stadt Königswinter Ortsteil Uthweiler         | Buchholzer Straße 23                                           |                                        | | 1975–1978                         | |
| Papua-Neuguinea                                                            | Botschaft                                                     | BW             | Plittersdorf                                  | Gotenstraße 161 Lage                                           |                                        | | spät. 1992–ca. 1999               | Fernuniversität in Hagen                                                                            |
| Papua-Neuguinea                                                            | Residenz                                                      |                | Gemeinde Wachtberg Ortsteil Pech              | Johann-Henk-Straße 37 LageLSK                                  |                                        | | (Stand: 1992)                     | |
| Papua-Neuguinea                                                            | Residenz                                                      |                | Gemeinde Wachtberg Ortsteil Villip            | Steinweg 1 LageLSK                                             |                                        | | (Stand: 1987)                     | |
| Paraguay                                                                   | Botschaft                                                     | BW             | Godesberg-Villenviertel                       | Uhlandstraße 32 LageLSK                                        |                                        | von 1953 bis 1955 Gesandtschaft, ab 1956 Botschaft in Bonn | ?–2001                            | |
| Paraguay                                                                   | Botschaft                                                     | BW             | Plittersdorf                                  | Plittersdorfer Straße 121 LageLSK                              |                                        | | spät. 1966–mind. 1995             | |
| Paraguay                                                                   | Residenz                                                      |                | Rüngsdorf                                     | Kapellenweg 7                                                  |                                        | | spät. 1968–1981                   | |
| Peru                                                                       | Botschaft                                                     | BW             | Friesdorf                                     | Godesberger Allee 125/127 LageLSK                              |                                        | Anfang der 1950er Jahre in Villa Henkel in Unkel; Verteidigungsabteilung: Brunnenallee 18 (Alt-Godesberg) | spät. 1992–mind. 2001             | |
| Peru                                                                       | Botschaft                                                     |                | Weststadt                                     | Mozartstraße 34 LageLSK                                        |                                        | | spät. 1966–mind. 1987             | Denkmalschutz                                                                                       |
| Peru                                                                       | Residenz                                                      | BW             | Gronau                                        | Johanniterstraße 15 LageLSK                                    | 1959                                   | im „Johanniterviertel“ | 1974–mind. 1981                   | |
| Peru                                                                       | Residenz                                                      |                | Stadt Köln Stadtteil Marienburg               | Bayenthalgürtel 31 LageLSK                                     | 1933–1934                              | | spät. 1966–1968/69                | Denkmalschutz                                                                                       |
| Philippinen                                                                | Botschaft                                                     | weitere Bilder | Südstadt                                      | Argelanderstraße 1 LageLSK                                     | 1889                                   | Halbvilla; vorher Botschaft von Libyen; bis Oktober 2008 Außenstelle in Bonn-Zentrum (Maximilianstraße 28b); ständige Vertretung in Bonn ab 1956 | 1977/78–1999                      | Denkmalschutz                                                                                       |
| Philippinen                                                                | Botschaft                                                     | weitere Bilder | Alt-Godesberg                                 | Friedrich-Ebert-Straße 25 Lage                                 | 1910                                   | Villa, Architekt: Willy Maß | spät. 1967–1973                   | Denkmalschutz                                                                                       |
| Philippinen                                                                | Residenz                                                      |                | Rüngsdorf                                     | Basteistraße 71 LageLSK                                        | 1910–1911                              | Halbvilla; Residenz in den 1990er Jahren in Hersel (s. o.) | spät. 1993–1999                   | Denkmalschutz                                                                                       |
| Philippinen                                                                | Residenz                                                      |                | Heiderhof                                     | Hegelstraße 2 LageLSK                                          |                                        | | spät. 1987–mind. 1992             | |
| Philippinen                                                                | Residenz                                                      | weitere Bilder | Venusberg                                     | Alexander-Koenig-Straße 15 LageLSK                             | 1971                                   | Einfamilienhaus (Architekt: Ernst van Dorp) | 1972–1975                         | |
| Philippinen                                                                | Residenz                                                      |                | Stadt Bad Honnef                              | Frankenweg/Schaaffhausenstraße Lage                            | 1838                                   | „Villa St. Georg“; nach 1970 Abbruch | 1967–1970                         | –                                                                                                   |
| Polen                                                                      | Botschaft → Hauptartikel (Botschaft) → Hauptartikel (Gebäude) | weitere Bilder | Stadt Köln Stadtteil Marienburg               | Lindenallee 7 Lage                                             | 1924–1925                              | „Villa Neuerburg“; Botschaft ab 1972, nach 1999 Außenstelle, nach 2001 Generalkonsulat, Umzug innerhalb Kölns im Dezember 2013 | 1980–2001                         | Denkmalschutz                                                                                       |
| Polen                                                                      | Botschaft                                                     | BW             | Stadt Köln Stadtteil Marienburg               | Pferdmengesstraße 5 Lage                                       | 1924                                   | vorher Sitz der polnischen Handelsmission, für diese 1964/65 um Bürotrakt erweitert | 1972–1980                         | |
| Polen                                                                      | Residenz                                                      | weitere Bilder | Stadt Köln Stadtteil Hahnwald                 | Am Waldpark 44 Lage                                            | 1983                                   | Eigentum des Staates; ab 2001 Residenz des Generalkonsuls | ca. 1984–2001                     | 2015 zum Verkauf ausgeschrieben                                                                     |
| Polen                                                                      | Residenz                                                      |                | Stadt Köln Stadtteil Lindenthal               | Max-Bruch-Straße 4 Lage                                        | 1926                                   | ehemaliges Wohnhaus Konrad Adenauers | 1972–ca. 1984                     | Denkmalschutz                                                                                       |
| Polen                                                                      | Botschaft (Handelsabteilung) → Hauptartikel                   | weitere Bilder | Stadt Köln Stadtteil Marienburg               | An der Alteburger Mühle 6 Lage                                 | bis Ende 18. Jh.                       | Büro des Handelsrates; in ältestem Gebäude Marienburgs („Alteburger Mühle“) und Anbauten von 1950/51 und 1977/78 | seit 1977                         | weiterhin Handelsabteilung (jetzt des Generalkonsulats, s. o.)                                      |
| Portugal                                                                   | Botschaft                                                     | weitere Bilder | Godesberg-Villenviertel                       | Ubierstraße 78 LageLSK                                         |                                        | Bürogebäude, Mietobjekt; 1966–1974 Kanzlei der Botschaft von Israel; portugiesische Gesandtschaft in Bonn ab 1951 (ab 1956 Botschaft) | 1975/76–1999                      | Vermietung als Bürogebäude                                                                          |
| Portugal                                                                   | Botschaft                                                     | BW             | Godesberg-Villenviertel                       | Plittersdorfer Straße 111 LageLSK                              |                                        | | 1973–1975/76                      | |
| Portugal                                                                   | Residenz → Hauptartikel                                       | weitere Bilder | Plittersdorf                                  | Dollendorfer Straße 11–15 Lage                                 | vor 1894                               | ursprünglich auch Kanzlei; Residenz vorher übergangsweise in einem Hotel in Bad Neuenahr | 1951–1999                         | Privatnutzung                                                                                       |
| Ruanda                                                                     | Botschaft                                                     | BW             | Plittersdorf                                  | Beethovenallee 72 Lage                                         |                                        | Botschaft vorher zeitweise (1966) in Niederbachem, Drosselweg 5 | 1979/80–2005                      | |
| Ruanda                                                                     | Residenz                                                      | BW             | Gemeinde Wachtberg Ortsteil Niederbachem      | Kesselsfeldweg 45 LageLSK                                      |                                        | | spät. 1992–mind. 1995             | |
| Ruanda                                                                     | Residenz                                                      |                | Stadt Remagen Ortsteil Oberwinter             | Siebengebirgsweg 4 Lage                                        |                                        | zuvor Residenz von Jemen | (Stand: 1987)                     | |
| Ruanda                                                                     | Residenz                                                      | BW             | Gemeinde Wachtberg Ortsteil Pech              | Im Haselnbusch 12 LageLSK                                      |                                        | | 1977–mind. 1981                   | |
| Rumänien                                                                   | Botschaft → Hauptartikel                                      | weitere Bilder | Bonn-Castell                                  | Legionsweg 14 Lage                                             | 1983–1984                              | eine der größten Botschaften Rumäniens; vorher am Rheinufer in Köln; nach 2000 Generalkonsulat | 1984–2000                         | Generalkonsulat (Bezirk: NW, HE, RP, SL); kulturelle Nutzung                                        |
| Rumänien                                                                   | Residenz                                                      | BW             | Plittersdorf                                  | Germanenstraße 8 Lage                                          |                                        | vorher Residenz von Guinea | 1967/68–mind. 1976                | |
| Russland (bis 1991: UdSSR)                                                 | Botschaft → Hauptartikel                                      | weitere Bilder | Schweinheim                                   | Waldstraße 42 Lage                                             | 1908–1910/ 1984–1990                   | bis zum Zweiten Weltkrieg Eisenbahner-Erholungsheim; 1949/1950 erster Amtssitz des Bundespräsidenten; nach 1999 Generalkonsulat und bis mind. 2008 Außenstelle; 1972–1999 Wohnblock in Muffendorf (Peter-Schwingen-Straße 6), 2006 verkauft, 2008–2011 umgebaut | 1975–mind. 2008                   | Generalkonsulat (Bezirk: NW, RP, SL)                                                                |
| Russland (bis 1991: UdSSR)                                                 | Residenz → Hauptartikel                                       | weitere Bilder | Schweinheim                                   | Venner Straße 31 LageLSK                                       |                                        | vormals Villa von Alexander Werth, Ankauf durch Sowjetunion Ende 1971, Bezug im April 1972 | 1972–1999                         | ungeklärte Eigentumsverhältnisse in der UdSSR-Nachfolge                                             |
| Sambia                                                                     | Botschaft                                                     | BW             | Plittersdorf                                  | Mittelstraße 39 LageLSK                                        |                                        | diplomatische Beziehungen ab 1966; bis 2004 Sanierung und Anbau für Evangelisch-Freikirchliche Gemeinde | 1971–2002                         | Gemeindezentrum der Evangelisch-Freikirchlichen Gemeinde                                            |
| Sambia                                                                     | Residenz                                                      | BW             | Gemeinde Wachtberg Ortsteil Ließem            | Hohler Weg 5 LageLSK                                           |                                        | | 1975–mind. 1995                   | Wohngruppe für Kinder und Jugendliche                                                               |
| Sambia                                                                     | Residenz                                                      | BW             | Gemeinde Wachtberg Ortsteil Pech              | Huppenbergstraße 35 LageLSK                                    | 1960                                   | 1992 umgebaut und erweitert | spät. 1968–1972                   | |
| Saudi-Arabien                                                              | Botschaft → Hauptartikel                                      | weitere Bilder | Plittersdorf                                  | Godesberger Allee 40/42 LageLSK                                |                                        | viergeschossiges Bürogebäude, 2008 verkauft, 2017 Abbruch; Kultur- und Militärbüro mind. bis 2005 in Heiderhof (Hohle Gasse 85); Botschaft vorher (1964) in Rheinallee 27 (Godesberg-Villenviertel); in Bonn auch saudi-arabische Schule | spät. 1976 –ca. 1999              | –                                                                                                   |
| Saudi-Arabien                                                              | Residenz → Hauptartikel                                       | weitere Bilder | Mehlem                                        | Rüdigerstraße 82–84 Lage                                       | Ende 19. Jh.                           | „Haus Steineck“; 1983–1987 renoviert; vorher Nutzung als Kuranstalt, Erholungsheim, belgische Besatzungstruppen | 1987–1999                         | private Wohnnutzung                                                                                 |
| Schweden                                                                   | Botschaft → Hauptartikel                                      |                | Gronau                                        | Tulpenfeld 1 Lage                                              | 1965–1967                              | in Haus 1 des Tulpenfeld-Komplexes, nördliches von drei Atriumhäusern; vorher an wechselnden Standorten, Gesandtschaft ab 1949, Botschaft ab 1956, bis mind. 1957 in Köln-Marienburg, Ulmenallee 96 | 1969–1999                         | |
| Schweden                                                                   | Residenz → Hauptartikel                                       | weitere Bilder | Stadt Wesseling Ortsteil Urfeld               | Rheinstraße 161–165 LageLSK                                    | 18. Jh.; 1872                          | Dietkirchener Hof seit 11. Jh., 1933–1939 Kibbuz; vorher Residenz der Niederlande; Residenz ursprünglich in Köln-Marienburg, Ulmenallee 152; errichtet 1937/38 | spät. 1968–1999                   | Wohnnutzung; Denkmalschutz                                                                          |
| Schweiz                                                                    | Botschaft → Hauptartikel                                      |                | Plittersdorf                                  | Gotenstraße 156 Lage                                           | 1976–1977                              | Anfänge 1949/50 als diplomatische Mission in Köln-Marienburg (Goethestraße 66), dann (ab 1957 als Botschaft) Bayenthalgürtel 15 (s. u.) | 1977–1999                         | Unternehmenssitz von T-Venture und Vivento                                                          |
| Schweiz                                                                    | Botschaft → Hauptartikel                                      | weitere Bilder | Stadt Köln Stadtteil Marienburg               | Bayenthalgürtel 15 Lage                                        | 1906–1907                              | Villa | spät. 1952–1977                   | Wohn-/Büronutzung; Denkmalschutz                                                                    |
| Schweiz                                                                    | Residenz → Hauptartikel                                       |                | Stadt Köln Stadtteil Marienburg               | Goethestraße 66 Lage                                           | 1924                                   | Villa; 1949/50 auch Kanzlei, anfangs auch Generalkonsulat | 1949/50–1999                      | Denkmalschutz                                                                                       |
| Senegal                                                                    | Botschaft                                                     | BW             | Südstadt                                      | Argelanderstraße 3 LageLSK                                     | 1878                                   | nach Umzug der Botschaft in Wohngebäude umgebaut; vorher (1967/68) Raiffeisenstraße 1 und (1962/1964) in Bad Honnef, Karlstraße 6 | 1974–2004                         | Wohnnutzung („Villa Argelander“)                                                                    |
| Senegal                                                                    | Botschaft                                                     | BW             | Rüngsdorf                                     | Gutenbergallee 22 LageLSK                                      |                                        | | (Stand: 1966)                     | |
| Senegal                                                                    | Residenz → Hauptartikel                                       | weitere Bilder | Plittersdorf                                  | Stirzenhofstraße 21 LageLSK                                    | 1926                                   | Villa im Stil des Expressionismus, Architekt: Karl Schwarz; vorherige Standorte: Oberpleis, dann Bad Godesberg, Ubierstraße | 1974–2004                         | |
| Sierra Leone                                                               | Botschaft                                                     |                | Godesberg-Villenviertel                       | Rheinallee 20 LageLSK                                          |                                        | zuletzt mit fünf Diplomaten besetzt; Umzug nach Berlin im August 2009 | 1977/78–2009                      | Deutscher Hochschulverband                                                                          |
| Sierra Leone                                                               | Botschaft → Hauptartikel                                      | weitere Bilder | Godesberg-Villenviertel                       | Ubierstraße 88 LageLSK                                         | 1934                                   | anschließend Botschaft von Katar | 1969–1977                         | Wohnhaus                                                                                            |
| Sierra Leone                                                               | Residenz                                                      |                | Gronau                                        | Johanniterstraße 30 LageLSK                                    |                                        | im „Johanniterviertel“; nach Umzug der Botschaft Abbruch | spät. 1977 –2009                  | –                                                                                                   |
| Simbabwe                                                                   | Botschaft                                                     | BW             | Alt-Godesberg                                 | Villichgasse 7 Lage                                            |                                        | 1980 Aufnahme diplomatischer Beziehungen | nach 1980–2000                    | |
| Simbabwe                                                                   | Residenz                                                      | BW             | Schweinheim                                   | Im Hohn 13 LageLSK                                             |                                        | | –2000                             | |
| Singapur                                                                   | Botschaft                                                     | BW             | Godesberg-Nord                                | Südstraße 133 LageLSK                                          |                                        | Botschaft in Bonn ab April 1973; Botschaft vorher in Plittersdorf, Ubierstraße 45; Umzug nach Berlin im August 1999 | spät. 1984 –1999                  | |
| Singapur                                                                   | Residenz                                                      | BW             | Gemeinde Wachtberg Ortsteil Villiprott        | Auf dem Rosenberg 21 LageLSK                                   |                                        | | 1978–1999                         | |
| Slowakei                                                                   | Botschaft                                                     | BW             | Kessenich                                     | August-Bier-Straße 31 LageLSK                                  |                                        | nach 1999 zwischenzeitlich Generalkonsulat, ab Oktober 2000 Außenstelle | –2010                             | |
| Slowenien                                                                  | Botschaft                                                     |                | Mehlem                                        | Siegfriedstraße 28 LageLSK                                     | 1894                                   | ehemaliges Hotel Drachenfels; anfänglicher Standort in Niederbachem (Hotel Dahl); Umzug nach Berlin im August 1999, anschließend Außenstelle an Bernkasteler Straße 53 (Friesdorf) | 1992–ca. 1999                     | Firmen- und Verlagssitz                                                                             |
| Slowenien                                                                  | Residenz                                                      | BW             | Gemeinde Wachtberg Ortsteil Niederbachem      | Kesselsfeldweg 43 LageLSK                                      |                                        | späterer Standort (spät. 1993): Am Stadtwald 16 (vormals Jugoslawien) | (Stand: 1992)                     | |
| Somalia                                                                    | Botschaft → Hauptartikel                                      | weitere Bilder | Godesberg-Villenviertel                       | Hohenzollernstraße 12 LageLSK                                  | 1904                                   | Schließung der Botschaft im Juni 2000 mangels diplomatischen Auftrags; vorher Botschaft Irak und Botschaft Kenia | 1978–2000                         | Leerstand (2015)                                                                                    |
| Somalia                                                                    | Botschaft                                                     |                | Alt-Godesberg                                 | Max-Franz-Straße 13 LageLSK                                    |                                        | | spät. 1967–1978                   | Denkmalschutz                                                                                       |
| Somalia                                                                    | Botschaft                                                     | BW             | Godesberg-Villenviertel                       | Gneisenaustraße 9 LageLSK                                      |                                        | | spät. 1963–mind. 1966             | |
| Somalia                                                                    | Residenz                                                      | BW             | Kessenich                                     | Am Buchenhang 6 LageLSK                                        |                                        | mit Schwimmbad; 2008 verkauft, anschließend bis 2009 entkernt und umgebaut |                                   | |
| Somalia                                                                    | Residenz                                                      | BW             | Schweinheim                                   | Quellenstraße 23 LageLSK                                       |                                        | | 1970–mind. 1977                   | |
| Sowjetunion                                                                | Botschaft → Hauptartikel                                      | weitere Bilder | Stadt Remagen Ortsteil Rolandswerth           | Mainzer Straße 28/30 Lage                                      | Mitte 19. Jh.                          | ehem. „Hotel Rolandseck-Groyen“; 1976 Umzug auf die Viktorshöhe im Bonner Ortsteil Schweinheim (s. o.); Handelsabteilung (Stand: 1958/59) in Bad Honnef (Kreuzweidenstraße 24) | 1955–1976                         | Wohnnutzung                                                                                         |
| Sowjetunion                                                                | Residenz → Hauptartikel                                       |                | Stadt Remagen Ortsteil Rolandswerth           | Weingärtenstraße Lage (ungefähr)                               | 19. Jh.                                | „Villa Hen(t)zen“; vorher Residenz des stellvertr. franz. Hochkommissars; 1972 Verlegung der Residenz in den Bonner Ortsteil Schweinheim (s. o.); um 1974 Abriss | 1955–1972                         | –                                                                                                   |
| Spanien                                                                    | Botschaft → Hauptartikel                                      |                | Südstadt                                      | Schloßstraße 4 LageLSK                                         | 1905                                   | Sitz der Kanzlei, Botschaft zuletzt auf insgesamt sieben Standorte aufgeteilt; Diplomatische Mission ab 1949, ab 1950 in Bonn, ab 1951 Botschaft | 1950–1999                         | Denkmalschutz                                                                                       |
| Spanien                                                                    | Botschaft (Arbeits- und Sozialabteilung)                      |                | Godesberg-Villenviertel                       | Rheinallee 19 LageLSK                                          | 1880er                                 | Villa | –mind. 2003                       | Denkmalschutz                                                                                       |
| Spanien                                                                    | Residenz → Hauptartikel                                       |                | Alt-Godesberg                                 | Am Kurpark 7 LageLSK                                           | Mitte des 19. Jh.                      | als Villa des Zuckerfabrikanten Eduard Joest entstanden | 1951–1999                         | Anwaltskanzlei, Geschäftsstelle eines Kulturvereins; Denkmalschutz                                  |
| Sri Lanka (Ceylon)                                                         | Botschaft                                                     | BW             | Bonn-Zentrum                                  | Noeggerathstraße 15 Lage                                       |                                        | ab 2000 bis 2007 Generalkonsulat in Bonn (Deutschherrenstraße 86) | (Stand: 1997)                     | |
| Sri Lanka (Ceylon)                                                         | Botschaft                                                     | BW             | Rüngsdorf                                     | Rolandstraße 52 LageLSK                                        |                                        | in den 1990er Jahren Konsulat und danach bis 2004 auch Außenstelle (Kulturabteilung und Büro des Verteidigungsattachées) von Kroatien | 1972–mind. 1993                   | |
| Sri Lanka (Ceylon)                                                         | Residenz                                                      |                | Schweinheim                                   | Axenfeldstraße 8 Lage                                          |                                        | Verkauf Anfang 2011, 2010/11–Frühling 2011 Abbruch | 1972–ca. 1999                     | –                                                                                                   |
| Südafrika                                                                  | Botschaft → Hauptartikel                                      | weitere Bilder | Plittersdorf                                  | Auf der Hostert 3 Lage                                         | 1973–1975                              | dreigeschossig mit Aluminiumfassade, Grundstück: 4.800 m²; vorher in Köln, Mevissenstraße 15; später Heumarkt 1, Erstakkreditierung am 15. Dezember 1949 | 1975–1999                         | Leerstand im Eigentum Südafrikas (2017)                                                             |
| Südafrika                                                                  | Residenz                                                      | weitere Bilder | Mehlem                                        | Rüdigerstraße 20 Lage                                          | 1973–1975                              | zeitgleich mit Kanzleigebäude (s. o.) entstanden; mit ca. 4500 m² großem Grundstück | 1975–1999                         | Leerstand im Eigentum Südafrikas (2017)                                                             |
| Südafrika                                                                  | Residenz → Hauptartikel                                       |                | Stadt Köln Stadtteil Marienburg               | Oberländer Ufer 208 Lage                                       | 1911/1912                              | Villa (Architekt: Heinrich Müller-Erkelenz) | 1949–1975                         | Denkmalschutz                                                                                       |
| Sudan                                                                      | Botschaft                                                     | BW             | Pennenfeld                                    | Koblenzer Straße 107 LageLSK                                   |                                        | „Haus Godeswinkel“; nach Unterbrechung der diplomatischen Beziehungen 1965 nur Generalkonsulat bis 1969, Wiedereinrichtung der Botschaft in Bonn nach Wiedervereinigung | nach 1990–mind. 2000              | |
| Sudan                                                                      | Botschaft                                                     | BW             | Godesberg-Villenviertel                       | Habsburgerstraße 8 LageLSK                                     |                                        | | 1972–mind. 1981                   | |
| Sudan                                                                      | Residenz                                                      |                | Godesberg-Villenviertel                       | Beethovenallee 52 LageLSK                                      | 1914                                   | | 1972–mind. 1981                   | Denkmalschutz                                                                                       |
| Republik Korea (Südkorea)                                                  | Botschaft → Hauptartikel (Botschaft) → Hauptartikel (Gebäude) | weitere Bilder | Gronau                                        | Adenauerallee 124 Lage                                         | 1895                                   | Villa; Ursprung als Generalkonsulat/Handelsvertretung (1954–1956) in Remagen (Haus auf Leims), dann Köln, ab 1957 Gesandtschaft, ab 1958 Botschaft | 1957–1999                         | Denkmalschutz                                                                                       |
| Republik Korea (Südkorea)                                                  | Residenz → Hauptartikel                                       | weitere Bilder | Mehlem                                        | Mainzer Straße 233 Lage                                        | 1860er                                 | „Villa Camphausen“; nach 1999 durch Außenstellenleiter bewohnt | 1985–2003                         | Altenheim; Denkmalschutz                                                                            |
| Republik Korea (Südkorea)                                                  | Residenz                                                      | BW             | Muffendorf                                    | Klosterbergstraße 111 Lage                                     |                                        | | 1974–mind. 1981                   | |
| Republik Korea (Südkorea)                                                  | Residenz                                                      | BW             | Rüngsdorf                                     | Rolandstraße 39b Lage                                          |                                        | | 1971/72–1974                      | |
| Republik Korea (Südkorea)                                                  | Residenz                                                      | BW             | Kessenich                                     | Graf-Stauffenberg-Straße 20 Lage                               |                                        | | 1969–1971/72                      | |
| Republik Korea (Südkorea)                                                  | Botschaft (Außenstelle)                                       | weitere Bilder | Plittersdorf                                  | Mittelstraße 43 LageLSK                                        | um 1985                                | von Beginn an Außenstelle; vorher Kanzleigebäude von Malaysia und Norwegen | ca. 2000–2014                     | Außenstelle (Bezirk: NW, RP, SL)                                                                    |
| Republik Korea (Südkorea)                                                  | Botschaft (Außenstelle) → Hauptartikel                        | weitere Bilder | Hochkreuz                                     | Godesberger Allee 142–148 LageLSK                              | 1963                                   | „Andreas-Hermes-Haus“ (ursprünglich Deutscher Bauernverband) | seit 2014                         | Außenstelle (Bezirk: NW, RP, SL)                                                                    |
| Syrien                                                                     | Botschaft, Residenz → Hauptartikel                            | weitere Bilder | Hochkreuz                                     | Andreas-Hermes-Straße 5 Lage                                   | ca. 1989                               | dreigeschossiges kubisches Kanzleigebäude mit orientalischen Stilformen, mit rückwärtiger zweigeschossiger Residenz über Flachbau verbunden, Einrichtung aus Syrien importiert; bis 2004 Konsulat; Anfänge als Gesandtschaft in Köln und anschl. Bad Godesberg, dort zunächst Kronprinzenstr. 2, zuletzt Am Kurpark 2                                                 | 1990–2002                         | Verkauf geplant (2017)                                                                              |
| Syrien                                                                     | Residenz                                                      |                | Muffendorf                                    | Klosterbergstraße 72 Lage                                      |                                        | „Haus Sonntag“, ehemaliges Wohnhaus des Professors Heinrich Konen | 1976/77–1990                      | Denkmalschutz                                                                                       |
| Tadschikistan                                                              | Botschaft                                                     | BW             | Beuel-Mitte                                   | Hans-Böckler-Straße 3 LageLSK                                  |                                        | mit Aufnahme diplomatischer Beziehungen eingerichtet | 1992–?                            | |
| Tadschikistan                                                              | Residenz                                                      | BW             | Hochkreuz                                     | Berliner Ring 31 LageLSK                                       | 1960–1964                              | Eigenheimsiedlung „Berliner Ring“ |                                   | |
| Tansania                                                                   | Botschaft                                                     | BW             | Alt-Godesberg                                 | Theaterplatz 26 LageLSK                                        |                                        | | 1973–mind. 2002                   | |
| Tansania                                                                   | Residenz                                                      |                | Mehlem                                        | Schlossallee 15 LageLSK                                        | 1912                                   | Villa | 1975–ca. 1999                     | Denkmalschutz                                                                                       |
| Thailand                                                                   | Botschaft                                                     | BW             | Godesberg-Villenviertel                       | Ubierstraße 65 Lage                                            |                                        | Backsteingebäude mit 2.000 m² großem Grundstück; bis Anfang der 1960er Jahre Residenz; zuletzt 12 Mitarbeiter; Umzug nach Berlin im August 2000, anschließend Außenstelle, 2009 Verkauf | 1953–mind. 2001                   | |
| Thailand                                                                   | Botschaft                                                     |                | Godesberg-Villenviertel                       | Viktoriastraße 28 LageLSK                                      |                                        | | spät. 1963 –mind. 1966            | Denkmalschutz                                                                                       |
| Thailand                                                                   | Residenz                                                      |                | Mehlem                                        | Nibelungenstraße 31 Lage                                       |                                        | Residenz vorher in späterem Kanzleigebäude; nach 2007 Abbruch | spät. 1966–1999                   | –                                                                                                   |
| Togo                                                                       | Botschaft                                                     | weitere Bilder | Godesberg-Villenviertel                       | Beethovenallee 13 LageLSK                                      | um 1880                                | bis heute Honorarkonsulat in Plittersdorf (Martin-Luther-King-Straße 40) | 1969–2004                         | Denkmalschutz                                                                                       |
| Togo                                                                       | Residenz                                                      |                | Stadt Königswinter Stadtteil Oberdollendorf   | Marienstraße 19 Lage                                           | 1970er                                 | mit Gästehaus und Schwimmbad; Auszug 1991 nach Umsturzversuch in Togo, bis etwa 1997 noch gepflegt, danach mind. bis 2003 Leerstand/Verfall (noch in Besitz Togos), anschließend bis 2006 Verkauf, Abriss und Neubau | 1974–mind. 1992                   | –                                                                                                   |
| Togo                                                                       | Residenz                                                      |                | Gronau                                        | Heussallee 30                                                  |                                        | | spät. 1966–1974                   | |
| Tschad                                                                     | Botschaft                                                     |                | Rüngsdorf                                     | Basteistraße 80 LageLSK                                        |                                        | ehemaliges Internatshaus der Otto-Kühne-Schule; Kanzlei vorher (Stand 1983) im Unkeler Stadtteil Scheuren, Honnefer Straße 34 | 1980–2005                         | |
| Tschechoslowakische Sozialistische Republik (später Tschechische Republik) | Botschaft → Hauptartikel                                      |                | Ippendorf                                     | Ferdinandstraße 27 Lage                                        | 1980–1985                              | Botschaft in Bonn ab 1974; nach Oktober 1999 Außenstelle, ab 2004 Generalkonsulat; 2012 Abriss; vorher in Beuel-Mitte, Im Rheingarten 7 | 1985–2004                         | –                                                                                                   |
| Tschechoslowakische Sozialistische Republik (später Tschechische Republik) | Residenz                                                      |                | Kessenich                                     | Am Buchenhang 5 LageLSK                                        | 1975–1976                              | Umbau und Erweiterung einer vorhandenen Villa (vorher Residenz der Elfenbeinküste), Architekt: Ľudovít Jendreják | 1976–1999                         | |
| Tunesien                                                                   | Botschaft → Hauptartikel                                      | weitere Bilder | Friesdorf                                     | Godesberger Allee 103 LageLSK                                  | um 1922/1923                           | Botschaft in Bonn ab November 1957; mindestens bis 2005 Militärabteilung im Frankengraben 10 (Friesdorf) | 1957–ca. 1999                     | Generalkonsulat (Bezirk: NW, RP, HE, SL)                                                            |
| Tunesien                                                                   | Residenz                                                      |                | Rüngsdorf                                     | Fasanenstraße 11 Lage                                          |                                        | Abriss für Neubebauung | 1957–ca. 1999                     | –                                                                                                   |
| Türkei                                                                     | Botschaft, Residenz → Hauptartikel                            | weitere Bilder | Mehlem                                        | Utestraße 47 / Gernotstraße 5 Lage                             | 1965–1967                              | drei Baukörper; zweiflügeliges, kubisches und dreistöckiges Kanzleigebäude, zweistöckiges Residenzgebäude (mit Bronzeportalen) und Trakt mit Appartements; Stahlbetonbauten, Fassaden aus Travertin; im Innern Izmir-Marmor; danach Leerstand, 2012 Verkauf und Abriss; vorher (Stand: 1952) in Gronau, Drachenfelsstraße 8, urspr. (1950) in Köln im Hotel Excelsior | 1969–1999                         | –                                                                                                   |
| Türkei                                                                     | Residenz → Hauptartikel                                       | weitere Bilder | Stadt Remagen Ortsteil Rolandseck             | Am Humboldtstein Lage                                          | um 1850                                | „Villa Rolandshöhe“; Mietobjekt | 1956–1969                         | Tagungszentrum der Arbeiterwohlfahrt; Denkmalschutz                                                 |
| Turkmenistan                                                               | Botschaft                                                     |                | Rüngsdorf                                     | Konstantinstraße 25a LageLSK                                   |                                        | diplomatische Beziehungen ab 1992, Botschaft ab September 1997, Umzug nach Berlin im August 1999 | 1997–1999                         | |
| Uganda                                                                     | Botschaft                                                     |                | Rüngsdorf                                     | Dürenstraße 44 LageLSK                                         | 1901/1902                              | Villa | spät. 1978–2000                   | Denkmalschutz                                                                                       |
| Uganda                                                                     | Residenz                                                      | BW             | Stadt Königswinter Stadtteil Thomasberg       | Zeisigweg 4 LageLSK                                            |                                        | für eine Million D-Mark erworben | spät. 1978–2000                   | |
| Ukraine                                                                    | Botschaft → Hauptartikel                                      | weitere Bilder | Stadt Remagen Ortsteil Oberwinter             | Rheinhöhenweg 101 Lage                                         |                                        | ehemaliges Restaurant; 1995–1999 Hauptstelle der Botschaft, anschließend Außenstelle; vorher ab März 1992 in Bonn | 1994–2015                         | |
| Ungarn                                                                     | Botschaft, Residenz → Hauptartikel                            | weitere Bilder | Plittersdorf                                  | Turmstraße 30 Lage                                             | 1983–1984                              | Botschaft vorher in Köln, Hardefuststraße 7; Baukosten: 12 Millionen D-Mark; bis 1999 Hauptstelle der Botschaft, anschließend Außenstelle (Konsularabteilung) | 1984–2006                         | Leerstand im Eigentum Ungarns                                                                       |
| Ungarn                                                                     | Residenz                                                      | BW             | Schweinheim                                   | Im Hohn 3 LageLSK                                              |                                        | Residenz vorher ab 1984 in Oberwinter, Rheinhöhenweg | 1993–1999                         | |
| Uruguay                                                                    | Botschaft                                                     | BW             | Plittersdorf                                  | Gotenstraße 1–3 Lage                                           |                                        | | 1976–mind. 2000                   | |
| Uruguay                                                                    | Residenz                                                      | BW             | Alt-Godesberg                                 | Im Etzental 20 LageLSK                                         | 1950–1951                              | Teil der Siedlung Im Etzental; vorher (1951/52) in Sinzig, Kölner Straße 22 | spät. 1987–mind. 1995             | Denkmalschutz                                                                                       |
| Uruguay                                                                    | Residenz                                                      | BW             | Venusberg                                     | Kiefernweg 34 LageLSK                                          |                                        | | 1977–mind. 1981                   | |
| Uruguay                                                                    | Residenz                                                      | BW             | Gronau                                        | Johanniterstraße 8 LageLSK                                     |                                        | im „Johanniterviertel“; ab Februar 1967 Wohnhaus von Ludwig Erhard | spät. 1962–1966                   | Sitz der Ludwig-Erhard-Stiftung                                                                     |
| Usbekistan                                                                 | Botschaft                                                     | BW             | Pennenfeld                                    | Deutschherrenstraße 7 LageLSK                                  |                                        | diplomatische Beziehungen ab 1991 | 1993–2000                         | |
| Usbekistan                                                                 | Residenz                                                      | BW             | Muffendorf                                    | Am Domblick 9 LageLSK                                          |                                        | | –2000                             | |
| Vatikan / Heiliger Stuhl                                                   | Apostolische Nuntiatur → Hauptartikel                         | weitere Bilder | Plittersdorf                                  | Turmstraße 29 Lage                                             | um 1840                                | „Turmhof“, kurkölnischer Rittersitz; Neubau Ende 18. Jh. und nach 1838; in NS-Zeit BDM-Schule | 1952–2001                         | |
| Venezuela                                                                  | Botschaft                                                     |                | Beuel-Mitte                                   | Im Rheingarten 7 LageLSK                                       | 1967/1968                              | vorher (Stand: 1952) am Kaiser-Karl-Ring 15 (Bonn-Castell), 1964–1981 am Arndtplatz 16 (Godesberg-Villenviertel), ab 1981 in Friesdorf, Godesberger Allee 119; Residenz vor 1954 in Wesseling (Auf dem Sonnenberg 21) | 1986–2000                         | Umwidmung in Mietwohnungen vorgesehen                                                               |
| Venezuela                                                                  | Residenz                                                      |                | Gronau                                        | Zitelmannstraße 24 Lage                                        | 1933                                   | 1964 Umbau für Karl Theodor zu Guttenberg, ab 1983 im Besitz des Bundes, 1985 Aufstockung; um 2005 abgebrochen | 1995–2000                         | –                                                                                                   |
| Venezuela                                                                  | Residenz                                                      | BW             | Oberkassel                                    | Kinkelstraße 28 LageLSK                                        |                                        | | 1991–1995                         | |
| Vereinigte Arabische Emirate                                               | Botschaft → Hauptartikel                                      | weitere Bilder | Südstadt                                      | Erste Fährgasse 6 Lage                                         | um 1980                                | vorher ab 1976 in Bad Godesberg, Godesberger Allee 125–127; bis Oktober 2001 Hauptsitz der Botschaft, anschließend Außenstelle | 1981–2018/19                      | Generalkonsulat                                                                                     |
| Vereinigte Arabische Emirate                                               | Residenz                                                      | BW             | Gemeinde Wachtberg Ortsteil Ließem            | Hohler Weg 19 Lage                                             |                                        | | 1976–mind. 1987                   | |
| Vereinigte Staaten                                                         | Botschaft → Hauptartikel                                      | weitere Bilder | Rüngsdorf                                     | Deichmanns Aue 29 Lage                                         | 1951                                   | 2002–2005 umgebaut für Bundesanstalt; nach 1999 Botschafts-Außenstelle (Office of Defense Cooperation), 2013/14 Umzug innerhalb Bonns | 1955–2013                         | Bundesanstalt für Landwirtschaft und Ernährung                                                      |
| Vereinigte Staaten                                                         | Botschaft (Außenstelle)                                       |                | Dransdorf                                     | Justus-von-Liebig-Straße 18 Lage                               |                                        | von Beginn an Außenstelle als Office of Defense Cooperation (Bonn Defense Liaison Office) | seit 2013                         | |
| Vereinigte Staaten                                                         | Residenz → Hauptartikel                                       | weitere Bilder | Rüngsdorf                                     | Rolandstraße 67 Lage LSK                                       | 1922                                   | Villa; 2003 verkauft | 1955–1999                         | Privatnutzung; Denkmalschutz                                                                        |
| Vietnam                                                                    | Botschaft, Residenz                                           |                | Rüngsdorf                                     | Konstantinstraße 37 Lage                                       | vor 1978                               | nach 1999 Außenstelle mit Konsularabteilung; 2012 Abbruch; Botschaft von Südvietnam: ab 1960 Kaiser-Friedrich-Straße 8, Gronau; ab Mitte 1966 Viktoriastraße 28, Godesberg-Villenviertel; Botschaft der Sozialistischen Republik Vietnam ab März 1977 in Bonn | spät. 1978–2007                   | –                                                                                                   |
| Zaire (Kongo)                                                              | Botschaft                                                     | weitere Bilder | Rüngsdorf                                     | Im Meisengarten 133 LageLSK                                    |                                        | vor dem Umzug nach Berlin letzte Botschaft mit Hauptsitz in Bonn | spät. 1968–2010                   | Mehrfamilienhaus                                                                                    |
| Zaire (Kongo)                                                              | Botschaft                                                     | weitere Bilder | Godesberg-Villenviertel                       | Beethovenallee 13 LageLSK                                      | um 1880                                | später Botschaft von Togo | (Stand: 1966)                     | Denkmalschutz                                                                                       |
| Zaire (Kongo)                                                              | Botschaft                                                     | BW             | Rüngsdorf                                     | Gutenbergallee 22 LageLSK                                      |                                        | | (Stand: 1964)                     | |
| Zaire (Kongo)                                                              | Residenz                                                      |                | Mehlem                                        | An der Nesselburg 38 Lage                                      |                                        | Verkauf im April 2010; Abriss und Errichtung von Eigentumswohnungen auf 2000 m² bis Frühjahr 2012 | 1974/75–2010                      | –                                                                                                   |
| Zaire (Kongo)                                                              | Residenz                                                      | BW             | Gemeinde Wachtberg Ortsteil Niederbachem      | Pützstraße 15 LageLSK                                          |                                        | vorher ab 1970 Wohnhaus des Gesandten Botschaftsrats als Geschäftsträger a. i. | 1971–1974                         | |
| Zaire (Kongo)                                                              | Residenz                                                      | weitere Bilder | Stadt Remagen Ortsteil Rolandswerth           | Mainzer Straße 14 LageLSK                                      | 1888                                   | Villa Rolandseck; anschließend weiterhin bis 1978 Wohnhaus von Botschaftsangehörigen | 1970–1971                         | Denkmalschutz                                                                                       |
| Zaire (Kongo)                                                              | Residenz                                                      | BW             | Kessenich                                     | Graf-Stauffenberg-Straße 21 Lage                               |                                        | Villa von Sigismund von Braun | spät. 1964–1970                   | |
| Zentralafrikanische Republik                                               | Botschaft                                                     | BW             | Beuel-Mitte                                   | Rheinaustraße 120 Lage                                         |                                        | anschließend Botschaft in vormaliger Residenz (Johanniterstraße 19) | spät. 1982–ca. 1999               | |
| Zentralafrikanische Republik                                               | Botschaft                                                     |                | Godesberg-Villenviertel                       | Dürenstraße 12 LageLSK                                         |                                        | | 1974/75–mind. 1987                | Denkmalschutz                                                                                       |
| Zentralafrikanische Republik                                               | Botschaft                                                     |                | Godesberg-Villenviertel                       | Rheinallee 23 LageLSK                                          | 1895                                   | | spät. 1967–1974/75                | Denkmalschutz                                                                                       |
| Zentralafrikanische Republik                                               | Residenz, Botschaft                                           |                | Gronau                                        | Johanniterstraße 19 LageLSK                                    | 1960                                   | Flachdach-Bungalow im „Johanniterviertel“, Mitte der 1970er Jahre von der BRD erworben, ab spät. 2001 auch Kanzlei der Botschaft, ab 2003 nicht besetzt, 2005 Besitz der Bundesanstalt für Immobilienaufgaben, Ende 2011 Verkauf, 2013 Abbruch | 1988–mind. 2005                   | –                                                                                                   |
| Zentralafrikanische Republik                                               | Residenz                                                      | BW             | Stadt Sankt Augustin Ortsteil Hangelar        | Lindenstraße 48a LageLSK                                       |                                        | | (Stand: 1987)                     | |
| Zentralafrikanische Republik                                               | Residenz                                                      | BW             | Stadt Lohmar                                  | Hauptstraße 13 LageLSK                                         |                                        | | (Stand: 1981)                     | |
| Zentralafrikanische Republik                                               | Residenz                                                      | weitere Bilder | Stadt Remagen Ortsteil Oberwinter             | Hauptstraße 26 LageLSK                                         | 1919                                   | „Villa Struwe“; vorher Residenz von Japan | spät. 1968–1977                   | Denkmalschutz                                                                                       |
| Zypern                                                                     | Botschaft                                                     |                | Godesberg-Villenviertel                       | Kronprinzenstraße 58 LageLSK                                   | 1902                                   | Villa; bis 2004 auch Militärabteilung der Botschaft Italiens | spät. 1985 –1999                  | Denkmalschutz                                                                                       |
| Zypern                                                                     | Residenz                                                      | BW             | Alt-Godesberg                                 | Friedrich-Ebert-Straße 40 LageLSK                              |                                        | | 1994–ca. 1999                     | |
| Zypern                                                                     | Residenz                                                      | BW             | Rüngsdorf                                     | Blumenaustraße 11 LageLSK                                      |                                        | | 1971/72–1994                      | |
| Zypern                                                                     | Residenz                                                      |                | Gronau                                        | Heussallee 38 LageLSK                                          | 1936                                   | 1974 vom Bund angekauft | spät. 1962–1971/72                | Nationale Anti-Doping Agentur Deutschland                                                           |

LSK = Liegenschaftskarte